# 豊平区
豊平区（とよひらく）は、札幌市の行政区。

## 地理
札幌市の南東部にあり中央区とは豊平川、白石区とは東北通を挟んで接しているほか、南西部は南区、東は清田区に接している。南部は緑豊かな丘陵地や山林があるほか、河川も多くある。
- 山：天神山（89 m）、焼山（262 m）
- 河川：豊平川、精進川、望月寒川、月寒川、うらうちない川、ラウネナイ川、吉田川、山部川
- 湖沼：西岡水源池

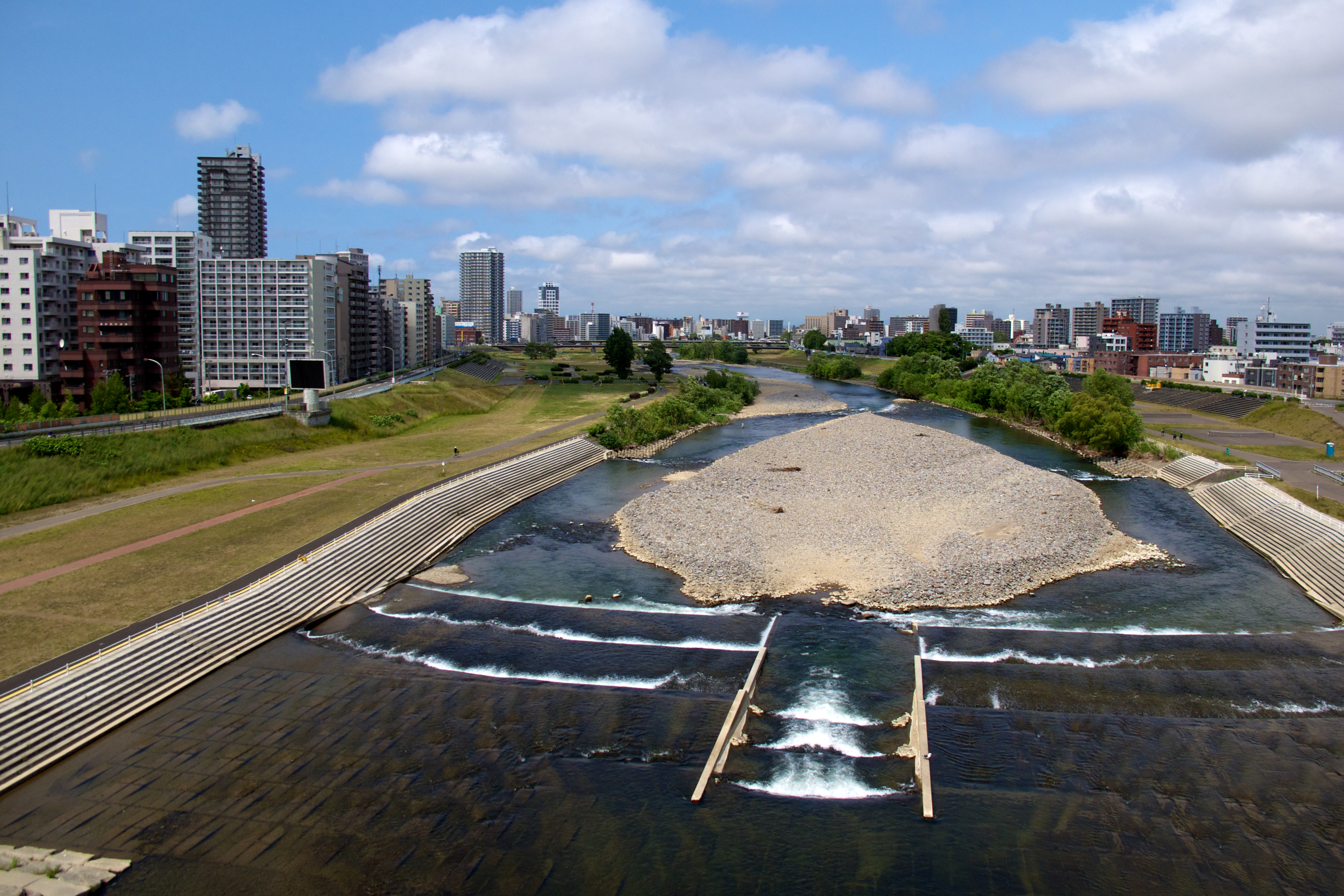
豊平川（2012年6月）
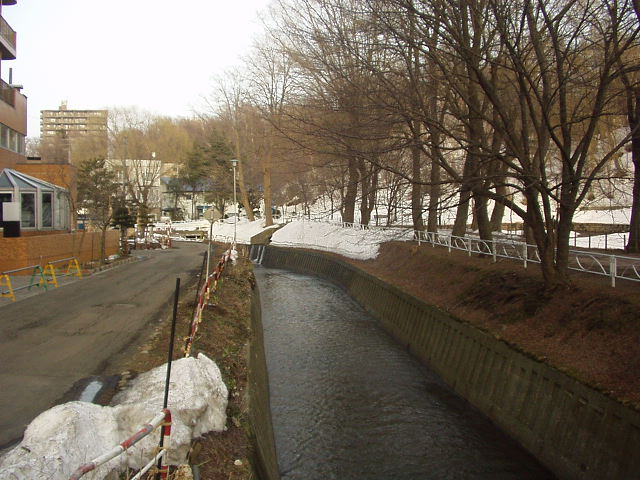
望月寒川（2004年3月）
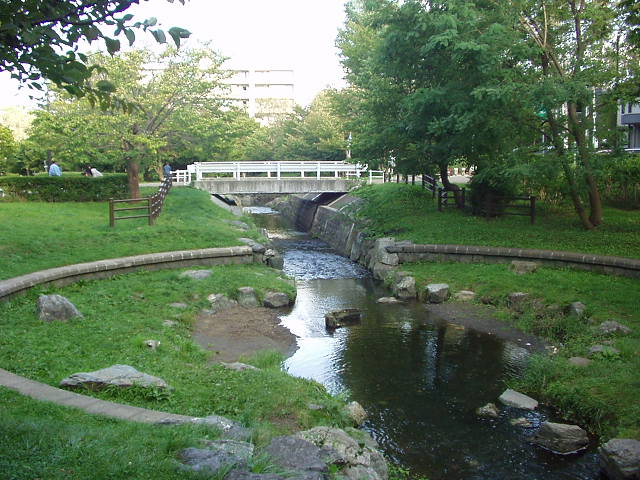
うらうちない川（2004年9月）
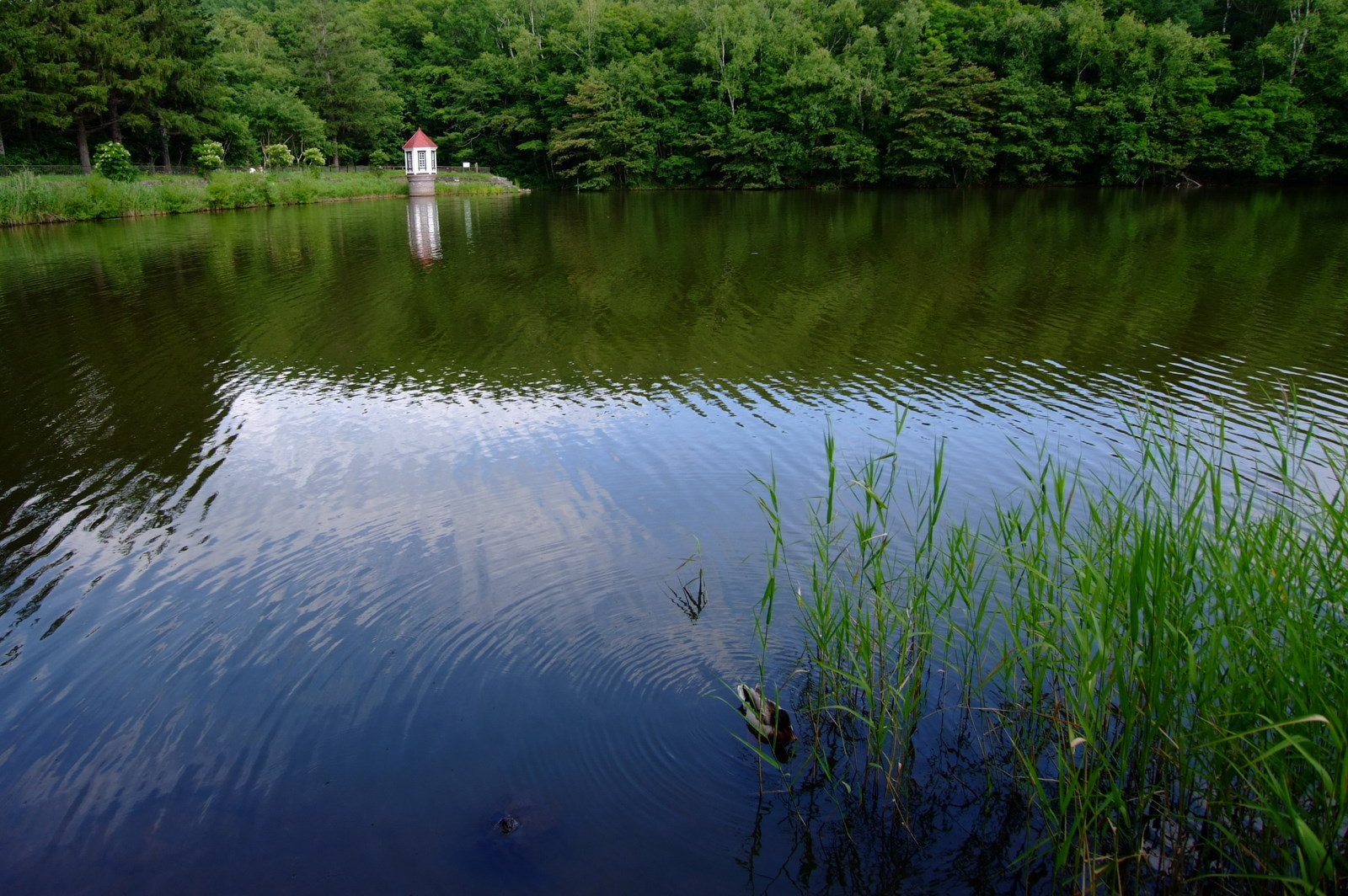
西岡水源池（2013年8月）

### 気候
冬には札幌市の北部（手稲区、北区、東区など）で雪が降っていても、豊平区は雪が降らずに晴れていることがある（中央区、清田区なども同様）。実際に冬季の積雪量は、北部と比較して豊平区周辺の方が少ない傾向にあるが、冬の晴れた日には放射冷却によって札幌管区気象台のある中央区よりも冷え込みが激しく、-15℃以下になる日も多い。また、羊ケ丘にある北海道農業研究センター気象観測露場における観測値によると、2008年（平成20年）2月25日に-24.0℃を観測するなど、-20℃前後になる日もある。

## 歴史
「豊平区歴史年表」参照
- 1857年（安政04年）：札幌越新道の開削始まる。豊平川河畔に通行屋設置し、志村鐵一が定住。
- 1871年（明治04年）：岩手県人が月寒、平岸、福住入植。
- 1871年（明治04年）：初代・豊平橋完成（1924年永久橋完成し、路面電車運行）。
- 1872年（明治05年）：月寒村（つきさっぷ）、平岸村開村。
- 1873年（明治06年）：札幌本道（室蘭街道、国道36号の前身）開通。
- 1874年（明治07年）：豊平村開村[4]。
- 1896年（明治29年）：月寒に大日本帝国陸軍第7師団独立歩兵大隊（後の歩兵第25連隊）設置（1940年樺太に移駐）。
- 1900年（明治33年）：豊平で大火発生。
- 1902年（明治35年）：豊平村、平岸村、月寒村が合併し、豊平村となる。従来の村名は大字として残す[4]。
- 1906年（明治39年）：農商務省月寒種牛牧場（現在の北海道農業研究センター）開設。
- 1908年（明治41年）：町制施行し、豊平町となる。
- 1909年（明治42年）：札幌初となる水道（歩兵第25連隊用）完成。
- 1910年（明治43年）：大字豊平村の一部が札幌区（現在の札幌市）に編入し[4]、町役場を豊平から月寒に移転。
- 1911年（明治44年）：平岸連絡線（アンパン道路）完成。
- 1918年（大正07年）：定山渓鉄道線開通（1969年廃止）。
- 1927年（昭和02年）：初代・幌平橋完成。
- 1940年（昭和15年）：月寒に北部軍（後の北方軍）司令部配置（戦後廃止）。
- 1953年（昭和28年）：国道36号完全舗装道路完成（通称「弾丸道路」）。
- 1955年（昭和30年）：豊平駐屯地開設（2015年廃止）。
- 1961年（昭和36年）：豊平町が札幌市と合併。
- 1971年（昭和46年）：札幌市電豊平線廃止。札幌市営地下鉄南北線（北24条—真駒内）開業。
- 1972年（昭和47年）：『第11回冬季オリンピック大会』（札幌オリンピック）開催。札幌市が政令指定都市に移行し、行政区制施行。月寒に豊平区役所開設。北海道立産業共進会場（月寒グリーンドーム）完成（2016年閉鎖）。
- 1974年（昭和49年）：豊平区役所移転。環状通にリンゴの木植樹（リンゴ並木）。
- 1976年（昭和51年）：『リンゴまつり』初開催（1999年終了）。
- 1990年（平成02年）：羊ケ丘通（札幌市内区間）全線開通。
- 1991年（平成03年）：ミュンヘン大橋完成。
- 1992年（平成04年）：豊平区の花（ペチュニア）制定[5]。
- 1994年（平成06年）：札幌市営地下鉄東豊線（豊水すすきの—福住）開業。
- 1997年（平成09年）：豊平区から清田区が分区。
- 1999年（平成11年）：豊平区民の歌「とよひらの空に」（作詞：高野栄美子 作曲：いなむら一志 編曲：西岡俊明）制定。
- 2000年（平成12年）：北海道立総合体育センター完成。札幌留学生交流センター完成。
- 2001年（平成13年）：札幌ドーム完成。
- 2004年（平成16年）：豊平区のイメージキャラクター「こりんとめーたん」誕生[6]。
- 2012年（平成24年）：札幌市カーリング場完成。

## 人口
- 1975年　184,442
- 1980年　218,330
- 1985年　249,956
- 1990年　277,801
- 1995年　296,647
- 2000年　204,700
- 2005年　209,428
- 2010年　212,118
- 2015年　218,652

## 官公署
国の機関
- 法務省
  - 札幌法務局南出張所
- 財務省
  - 国税庁札幌国税局札幌南税務署
- 厚生労働省
  - 北海道労働局札幌東公共職業安定所（ハローワーク札幌東）
- 農林水産省
  - 横浜植物防疫所札幌支所
- 国土交通省
  - 北海道開発局札幌開発建設部札幌道路事務所
- 防衛省
  - 自衛隊札幌地方協力本部南部地区隊月寒募集案内所

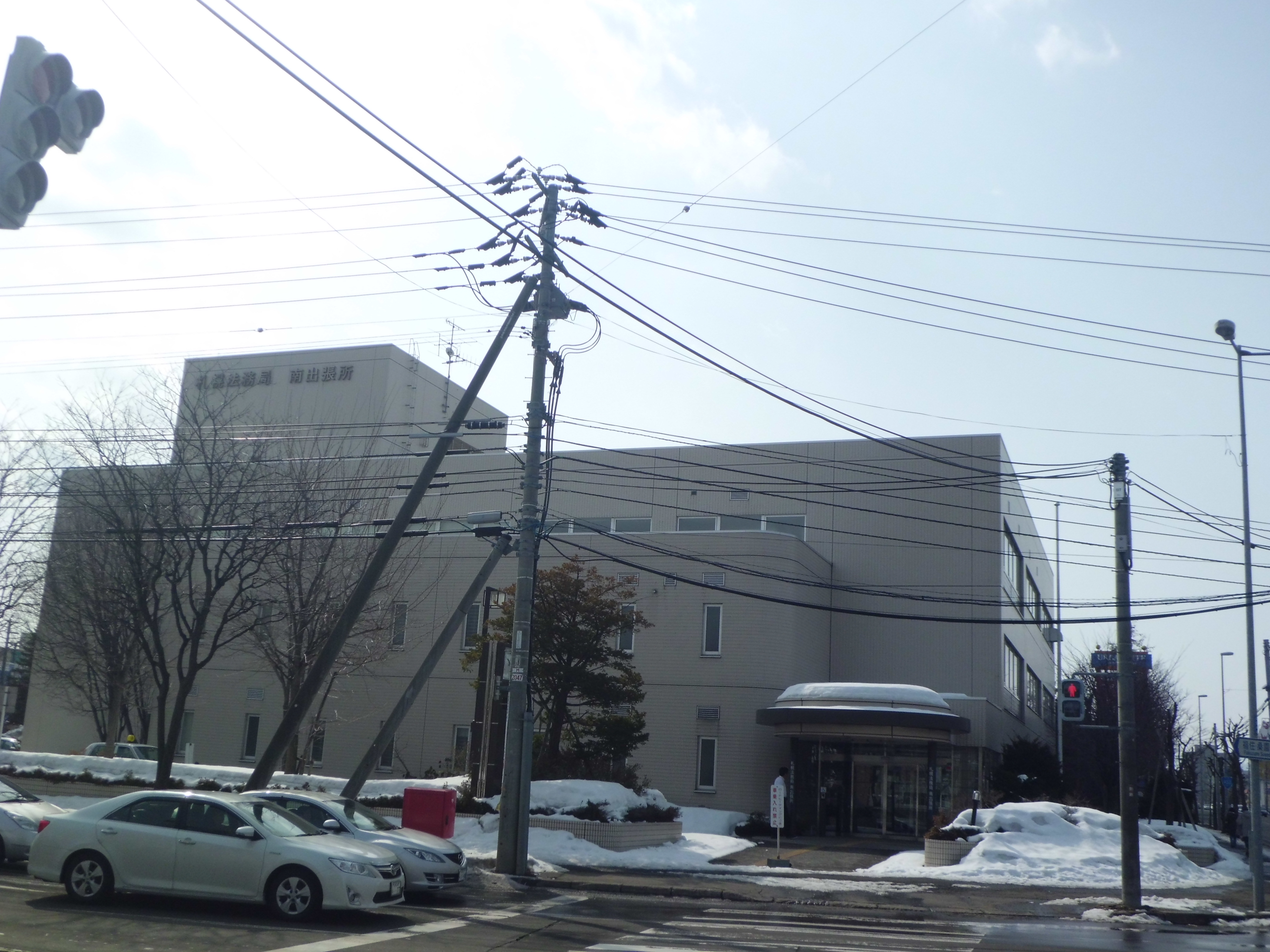
札幌法務局南出張所（2015年3月）

道の機関
- 北海道石狩家畜保健衛生所

独立行政法人
- 日本学生支援機構北海道支部
- 勤労者退職金共済機構清酒製造業退職金共済事業本部北海道支部
- 地域医療機能推進機構北海道病院
  - 健康管理センター
  - 付属介護老人保健施設
  - 附属居宅介護支援センター
- 国立研究開発法人農業・食品産業技術総合研究機構
  - 北海道農業研究センター
  - 動物衛生研究部門北海道研究拠点
- 国立研究開発法人森林研究・整備機構森林総合研究所北海道支所
- 国立研究開発法人水産研究・教育機構北海道区水産研究所
- 国立研究開発法人産業技術総合研究所北海道センター
- 国立研究開発法人土木研究所寒地土木研究所

## 公共施設
- 札幌市豊平区民センター・札幌市豊平保健センター（豊平区役所に併設）
- 札幌市豊平区土木センター
- 札幌市月寒公民館
- 札幌市西岡福住地区センター
- 札幌市東月寒地区センター
- 札幌市南部市税事務所
- 札幌市豊平老人福祉センター
- 札幌市豊平区保育・子育て支援センター「ちあふる・とよひら」
- 札幌市子ども発達支援総合センター・ちくたく
- 札幌留学生交流センター
- 札幌市豊平若者活動センター Youth+豊平
- あいワーク豊平（豊平区役所内）
- 札幌市水道局南部水道センター
- 札幌市豊平清掃事務所
- 札幌市下水道庁舎
- 平岸霊園

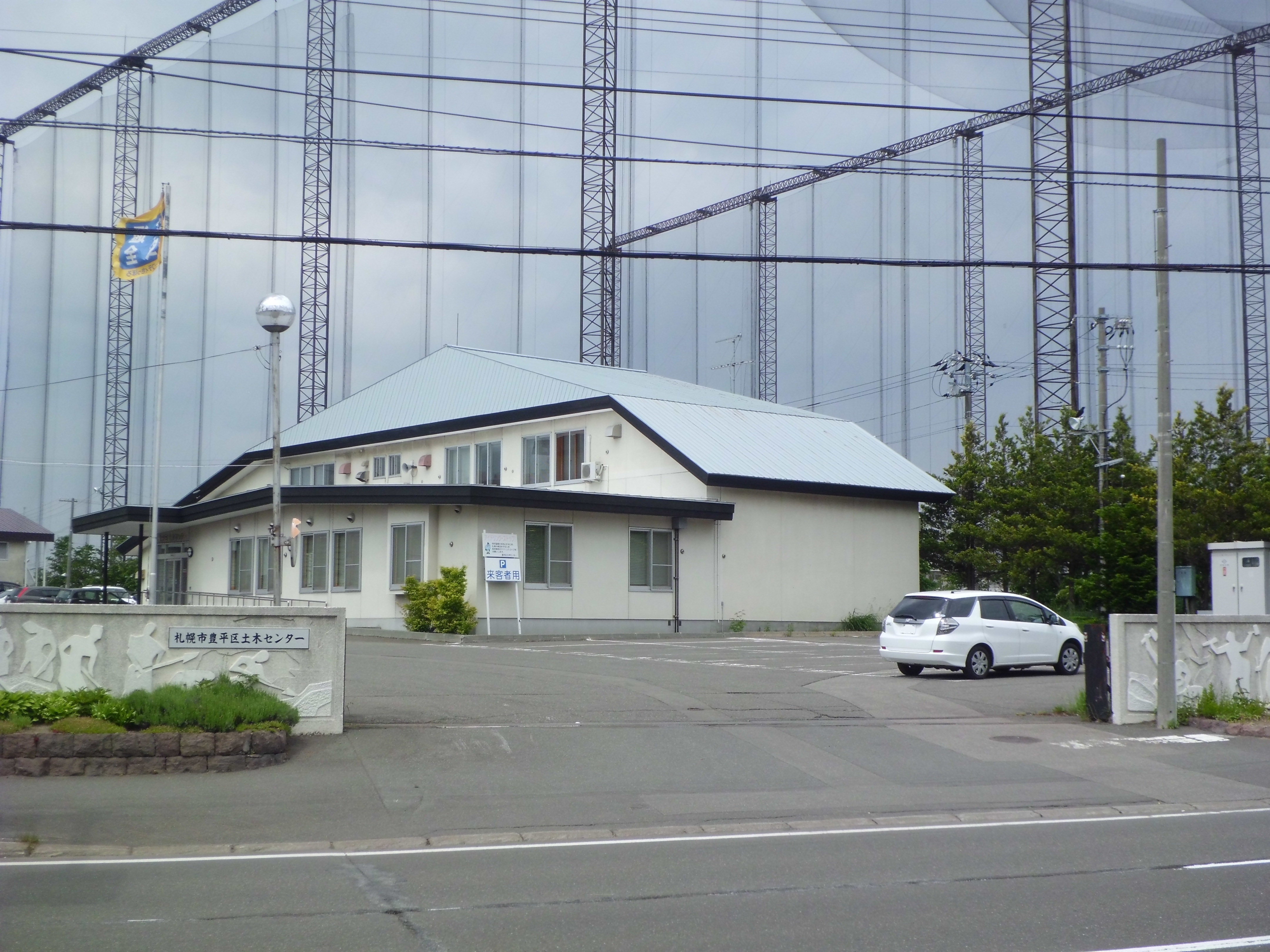
札幌市豊平区土木センター（2015年6月）
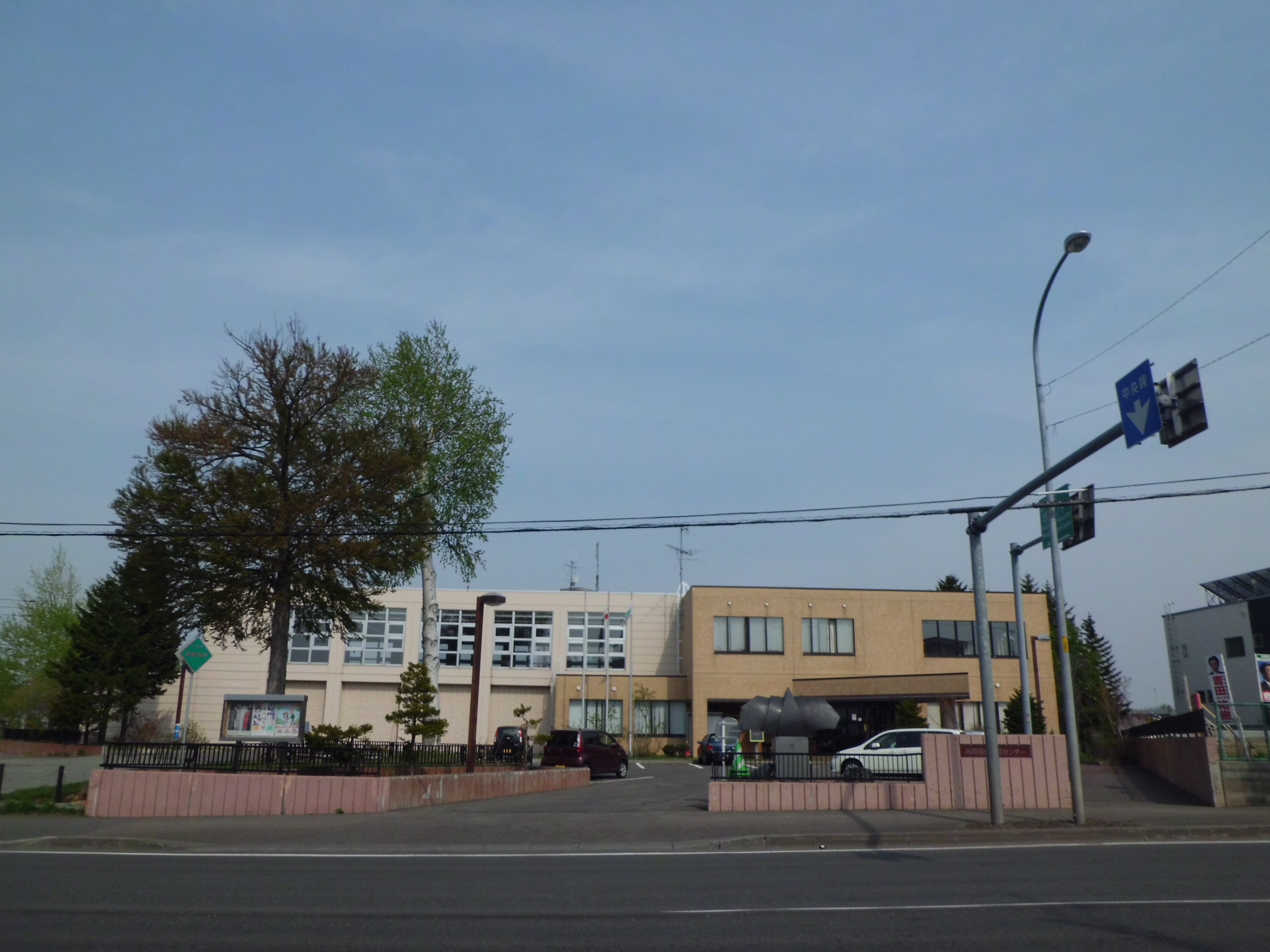
札幌市西岡福住地区センター（2015年4月）
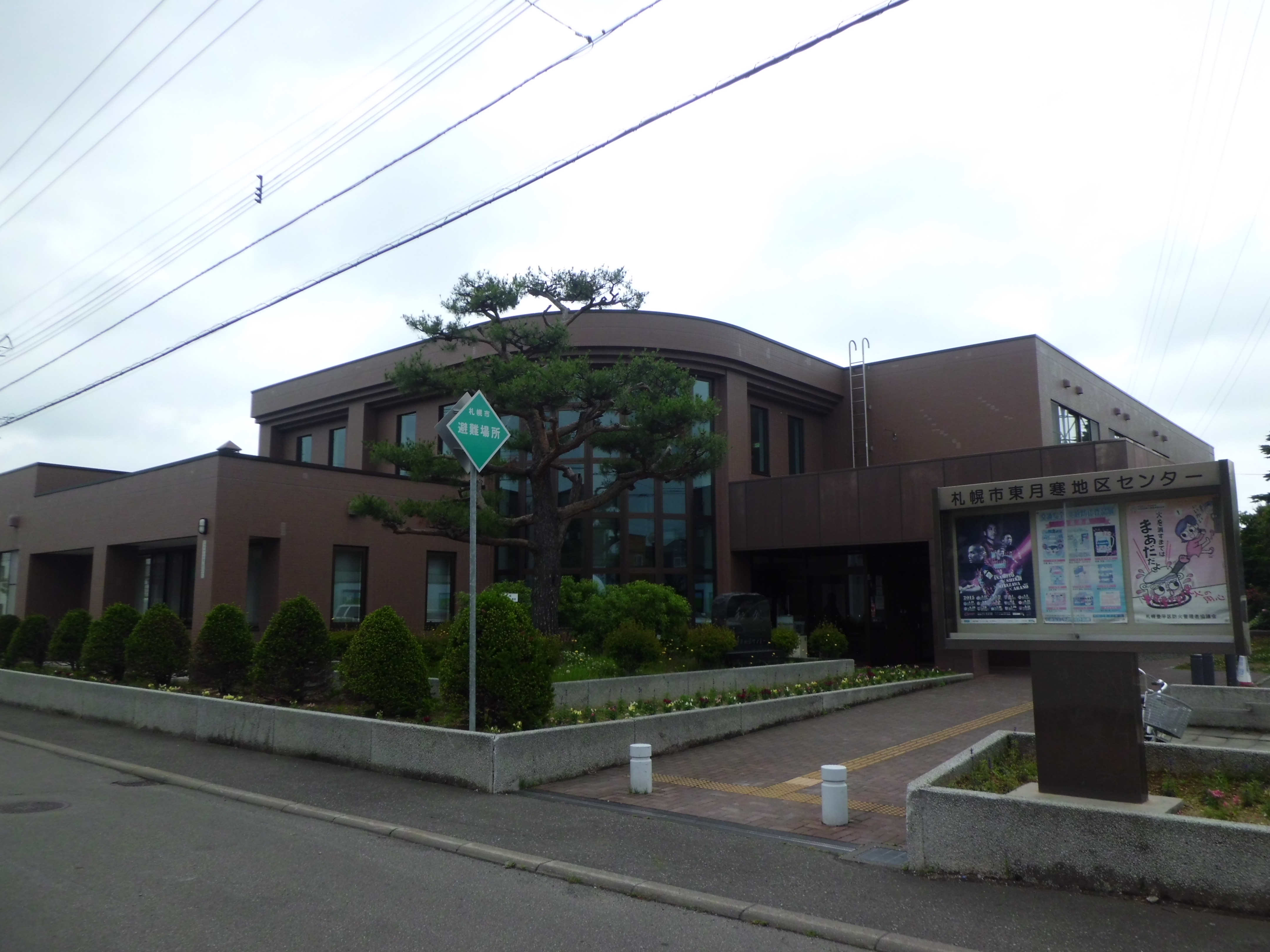
札幌市東月寒地区センター（2015年6月）

### 文化施設
- 札幌市博物館活動センター
- さっぽろ天神山アートスタジオ
- つきさっぷ郷土資料館
- 平岸郷土史料館
- 福住開拓記念館
- HOKUBU記念絵画館
- 札幌市豊平区民センター図書室
- 札幌市東月寒地区センター図書室
- 札幌市月寒公民館図書室
- 札幌市西岡図書館

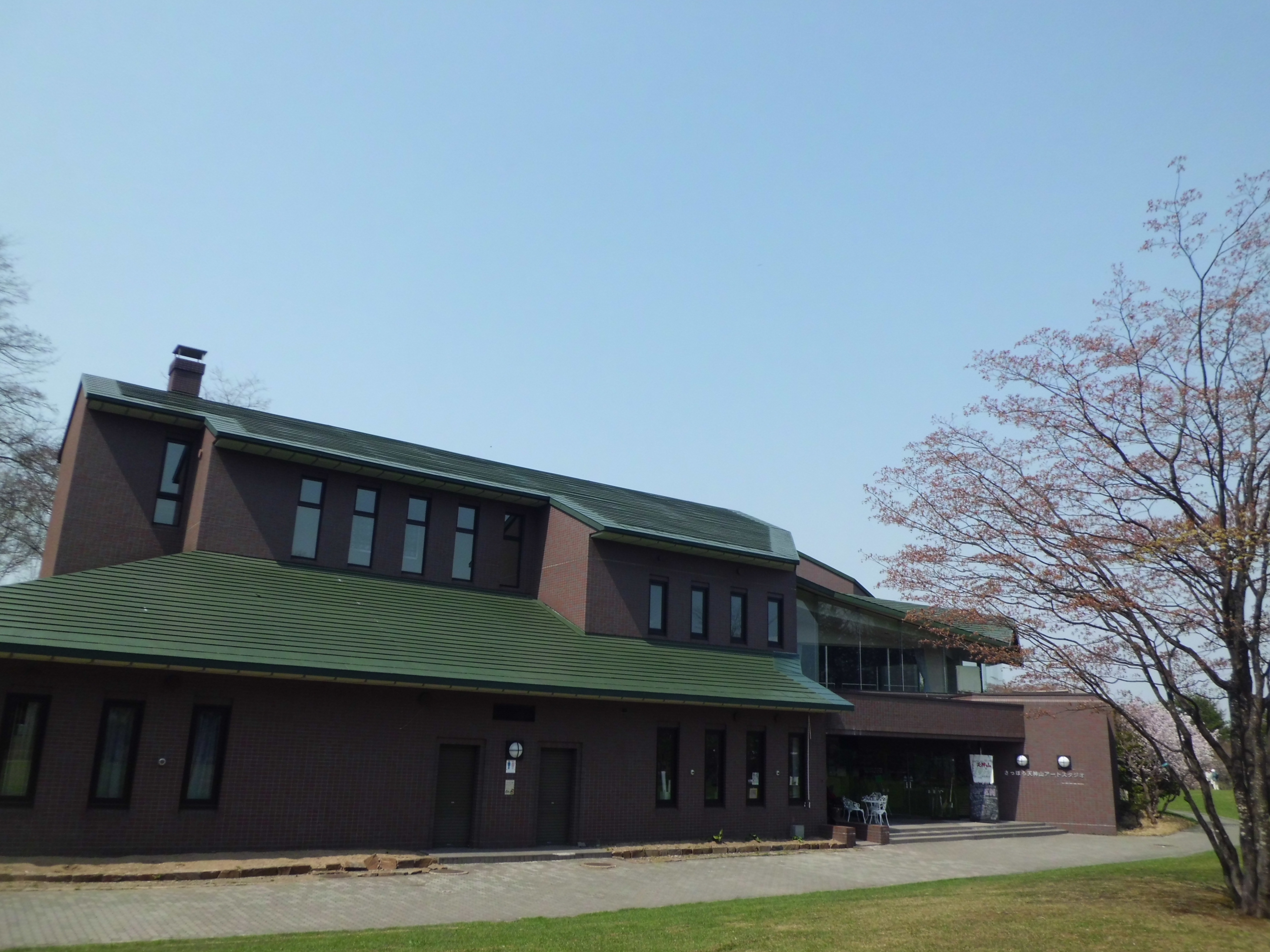
さっぽろ天神山アートスタジオ（2015年4月）
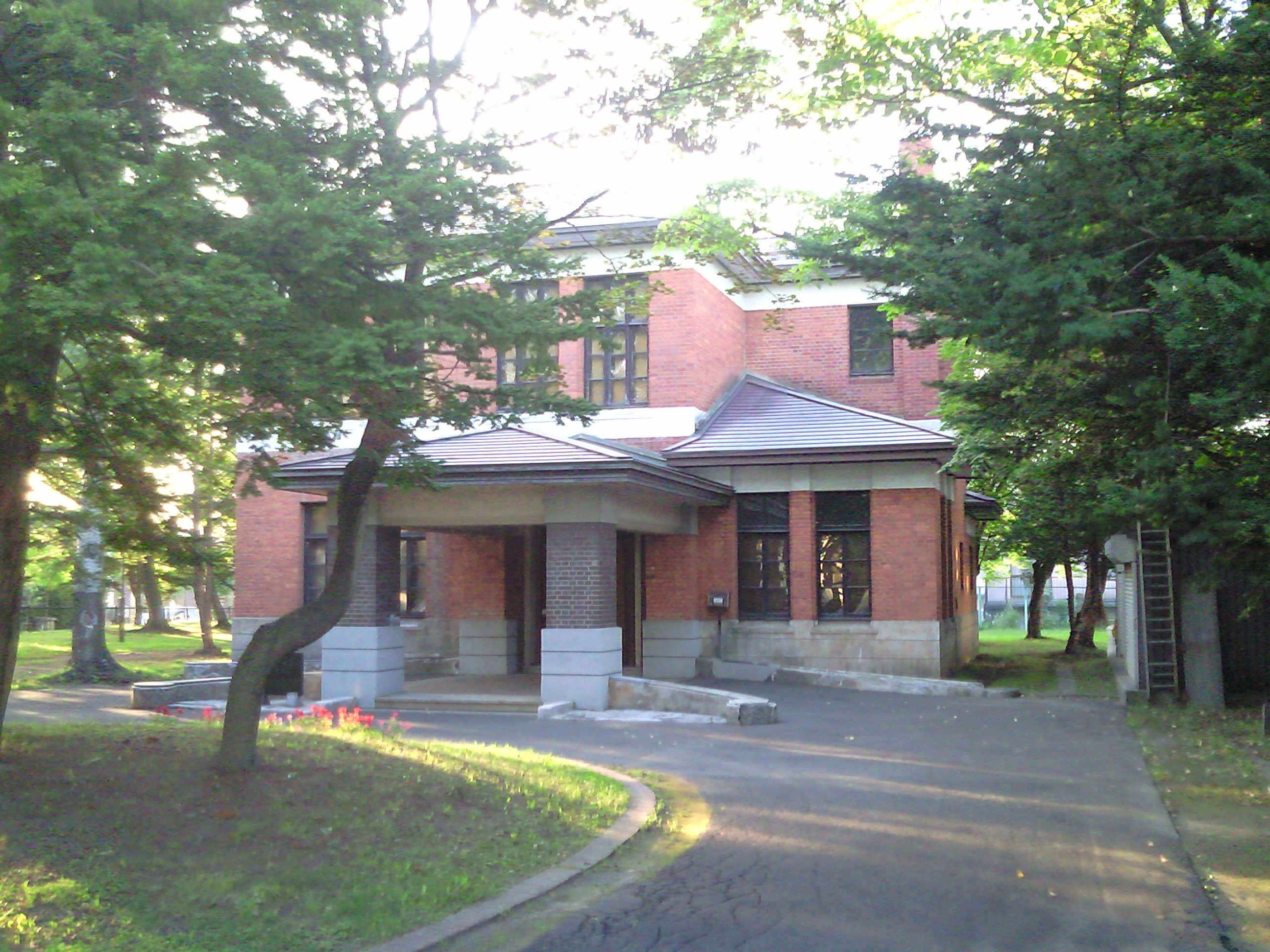
つきさっぷ郷土資料館（2008年9月）
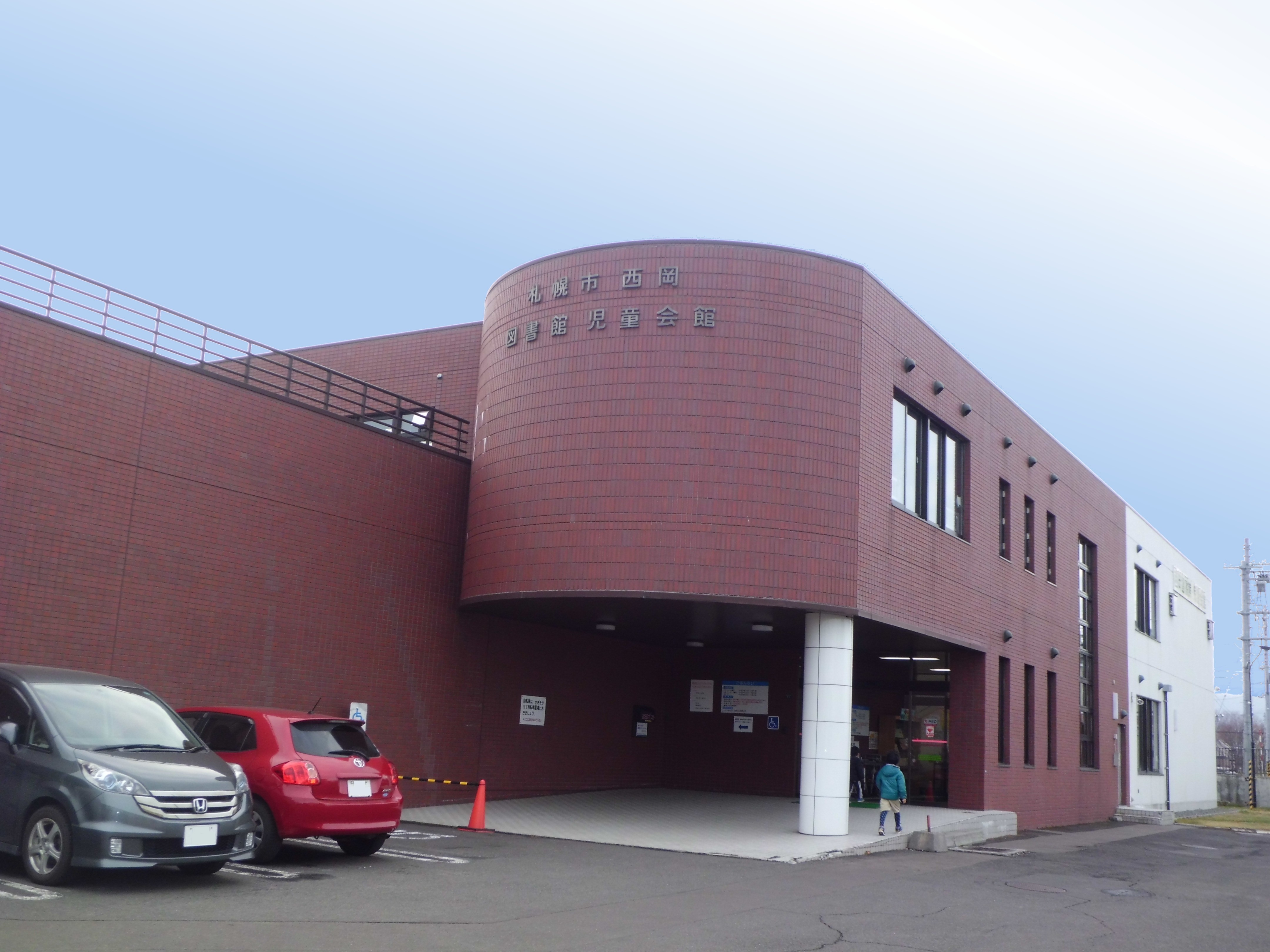
札幌市西岡図書館・児童会館（2014年11月）

### 多目的施設・スポーツ施設
- 札幌ドーム
- 北海道立総合体育センター（北海きたえーる）
- 札幌市豊平区体育館
- 札幌市月寒体育館・屋外競技場
- 札幌市カーリング場（どうぎんカーリングスタジアム）
- 札幌市平岸プール
- 月寒公園
  - 野球場
  - 坂下野球場
  - 庭球場
  - パークゴルフ場
- 豊平公園庭球場
- 吉田川公園庭球場
- 西岡中央公園庭球場

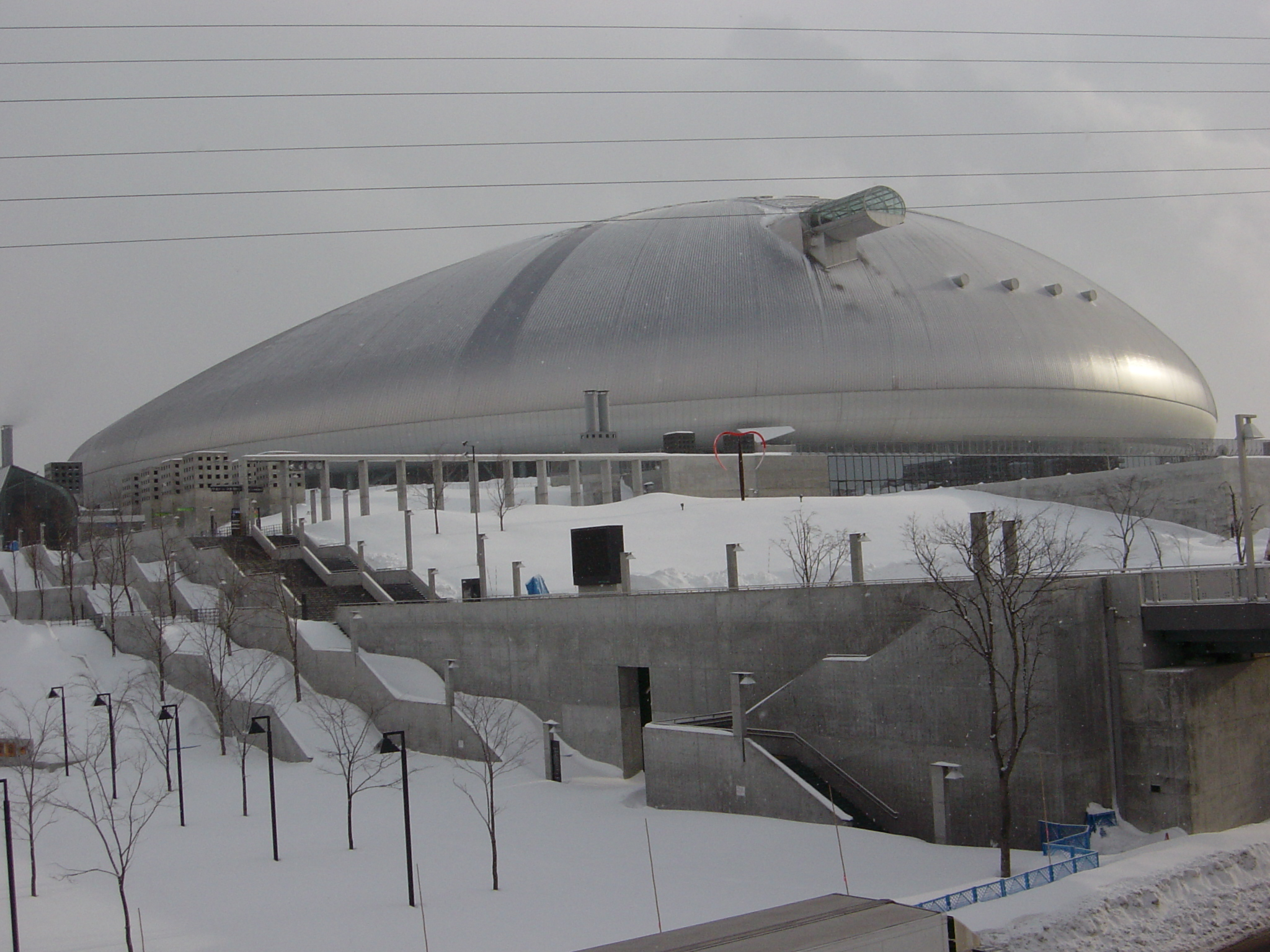
札幌ドーム（2004年2月）
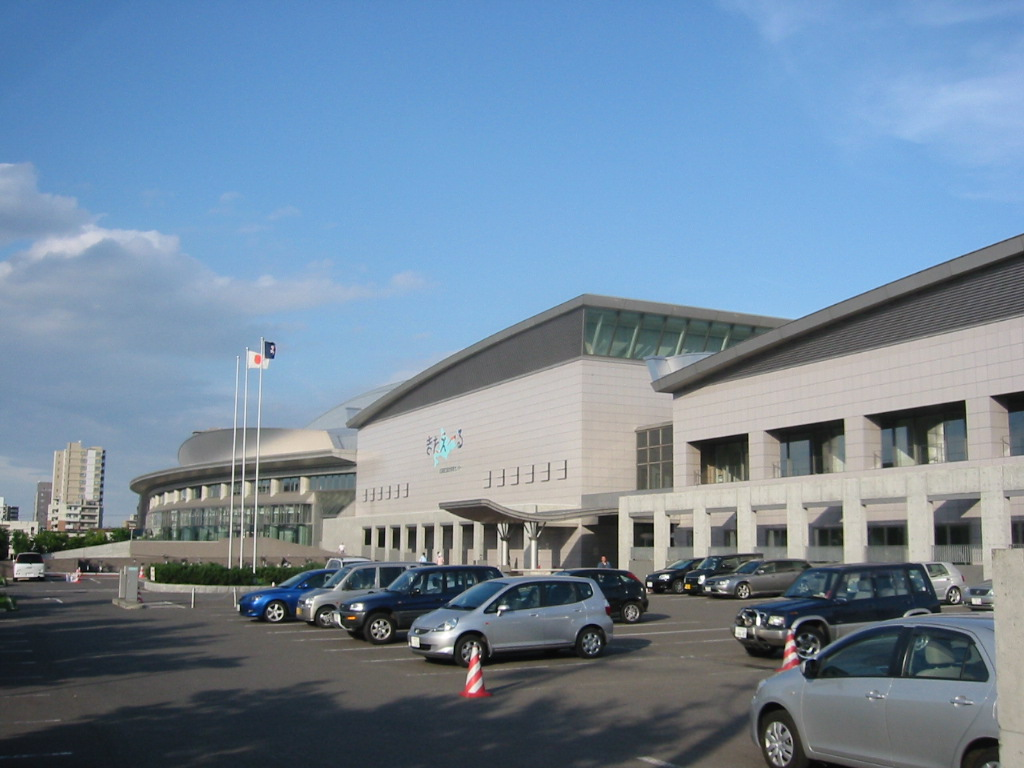
北海道立総合体育センター（北海きたえーる）（2007年8月）
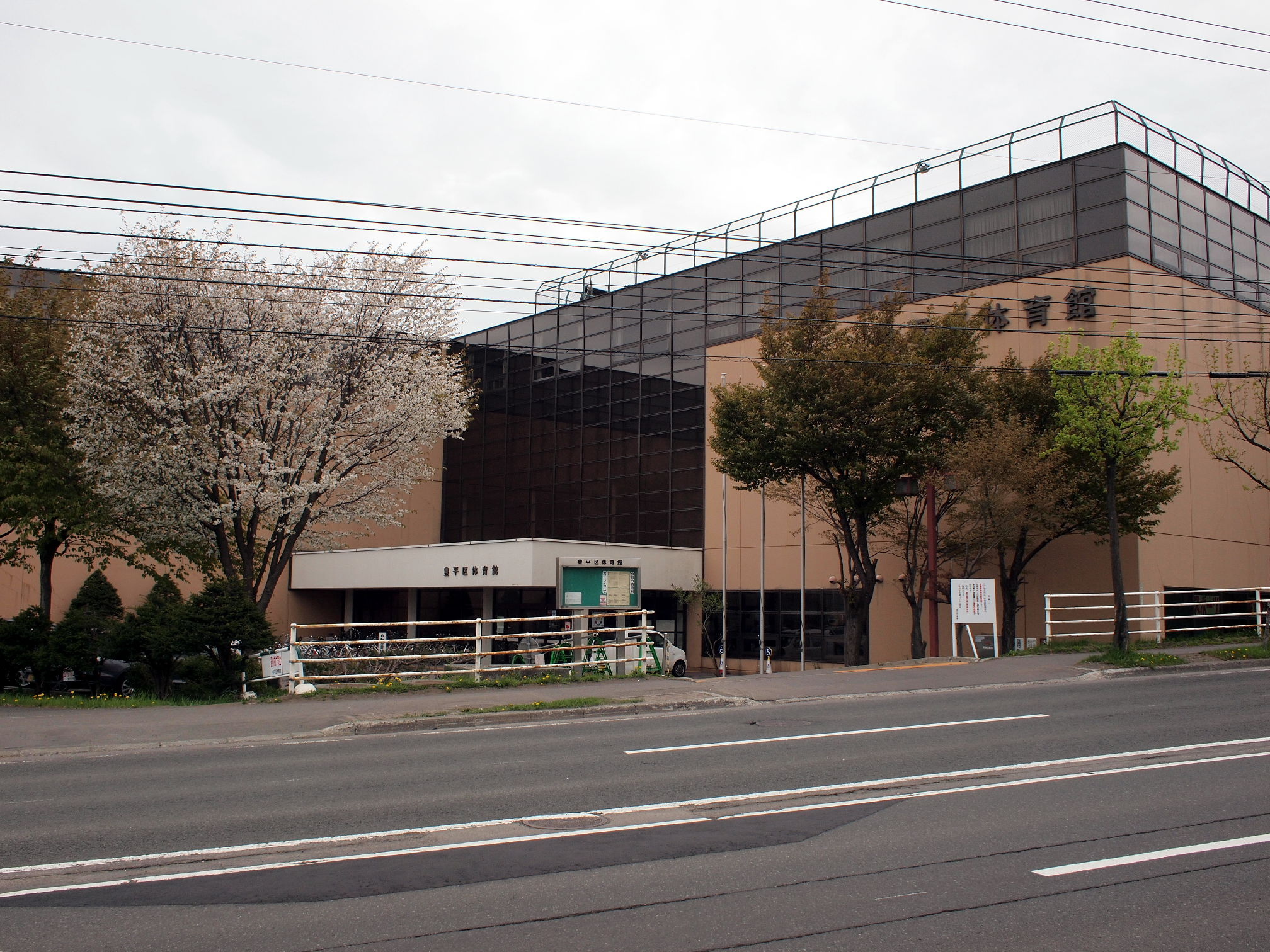
札幌市豊平区体育館（2013年5月）
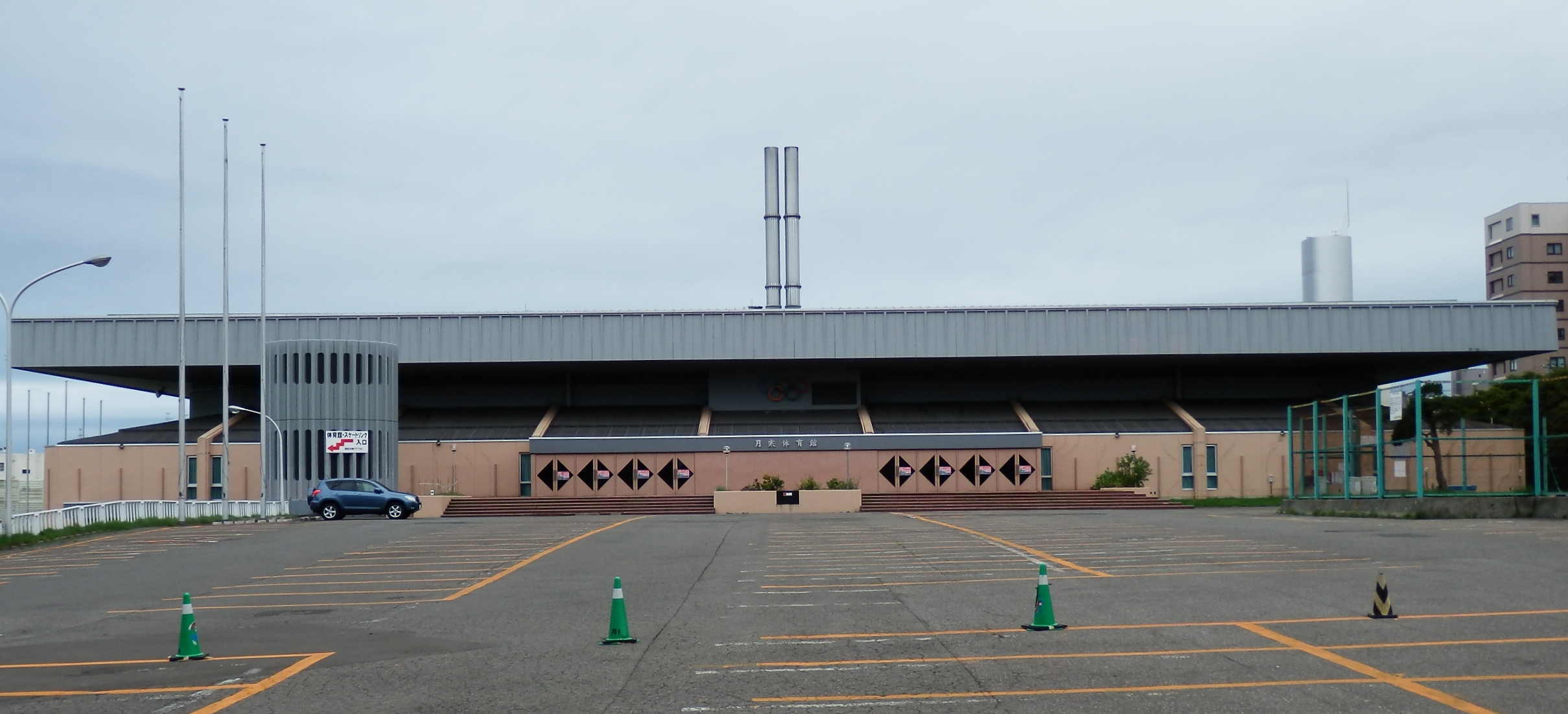
札幌市月寒体育館（2011年9月）
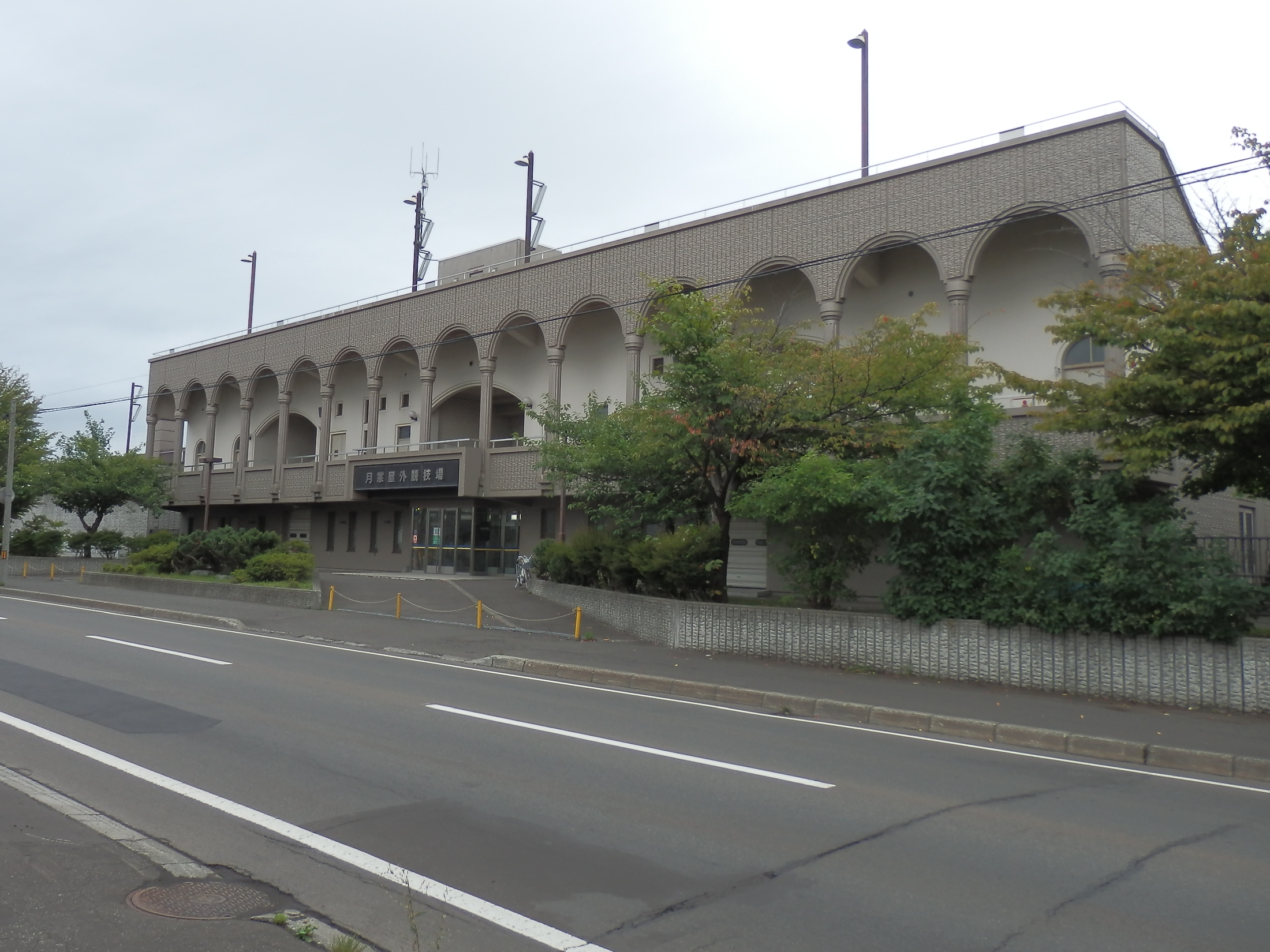
札幌市月寒屋外競技場（2011年9月）
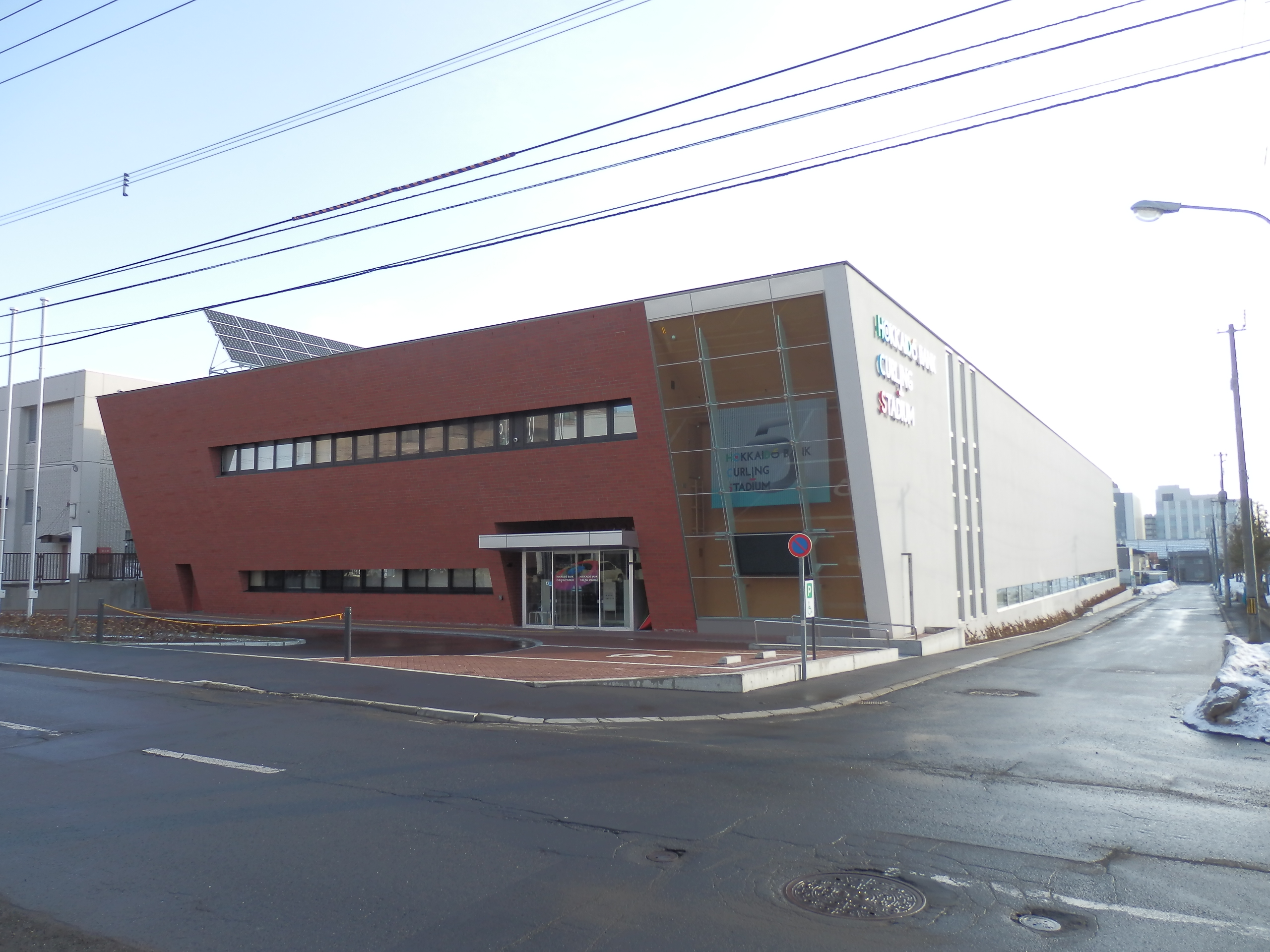
どうぎんカーリングスタジアム（2013年4月）
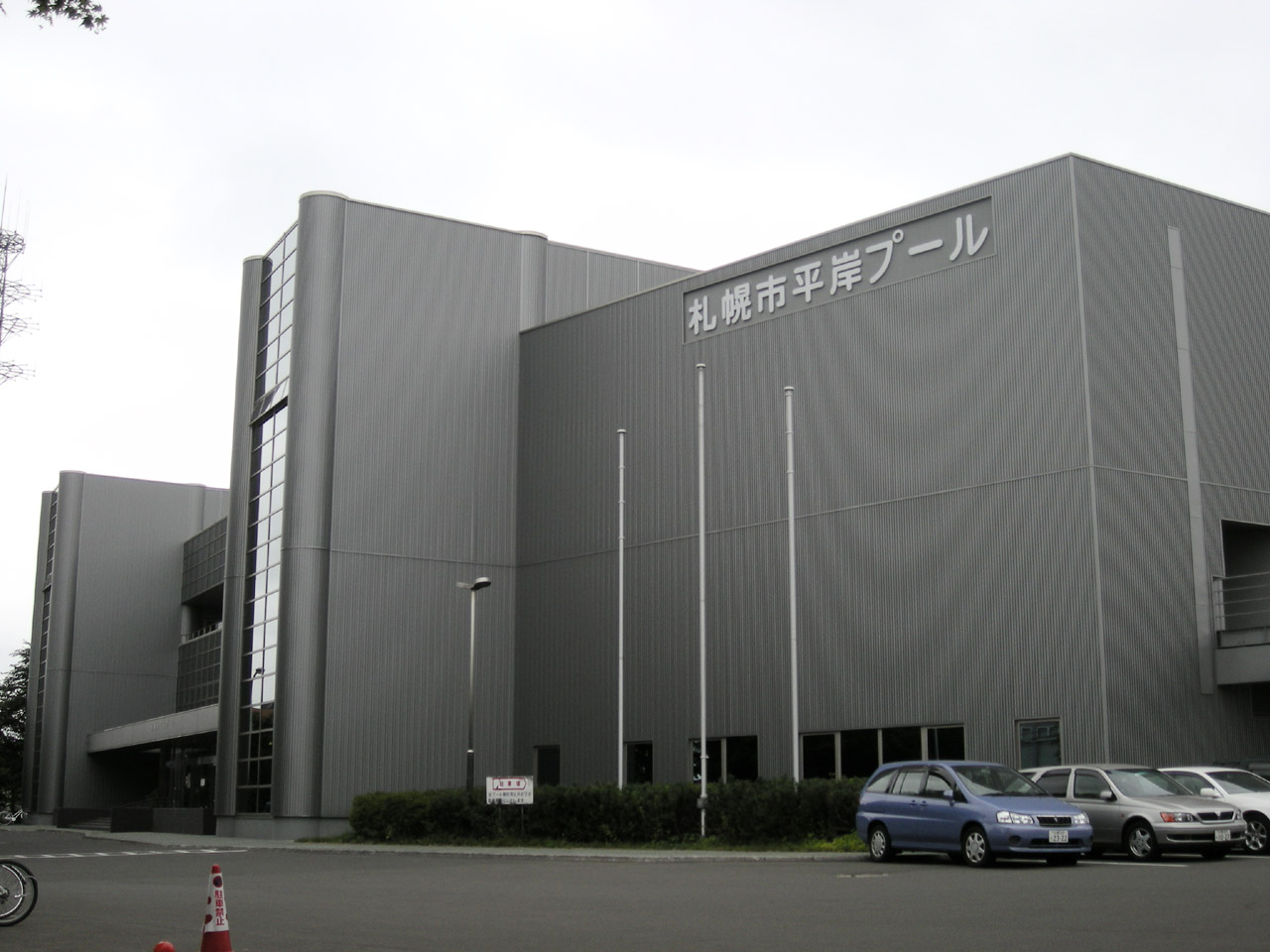
札幌市平岸プール（2008年8月）

## 公的機関

### 警察
- 豊平警察署
  - 旭交番、豊平交番、平岸交番、中の島交番、南平岸交番、美園交番、東月寒交番、月寒交番、福住交番、西岡交番

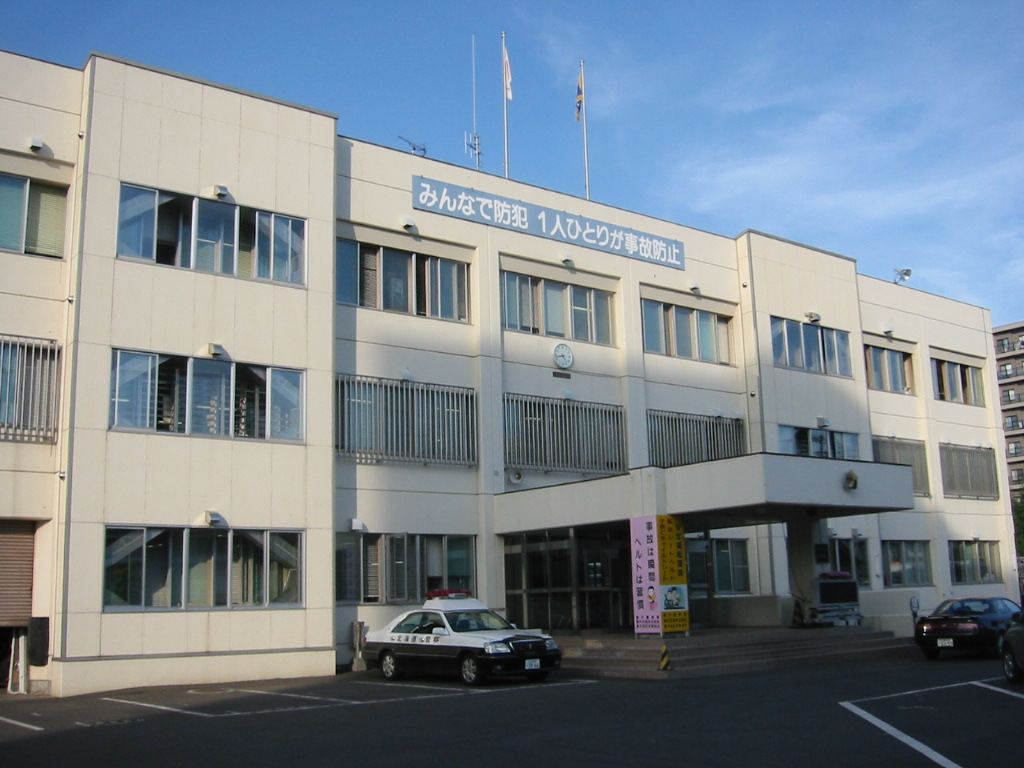
豊平警察署（2007年8月）

### 消防
- 札幌市消防局豊平消防署
  - 美園出張所、平岸出張所、西岡出張所、東月寒出張所

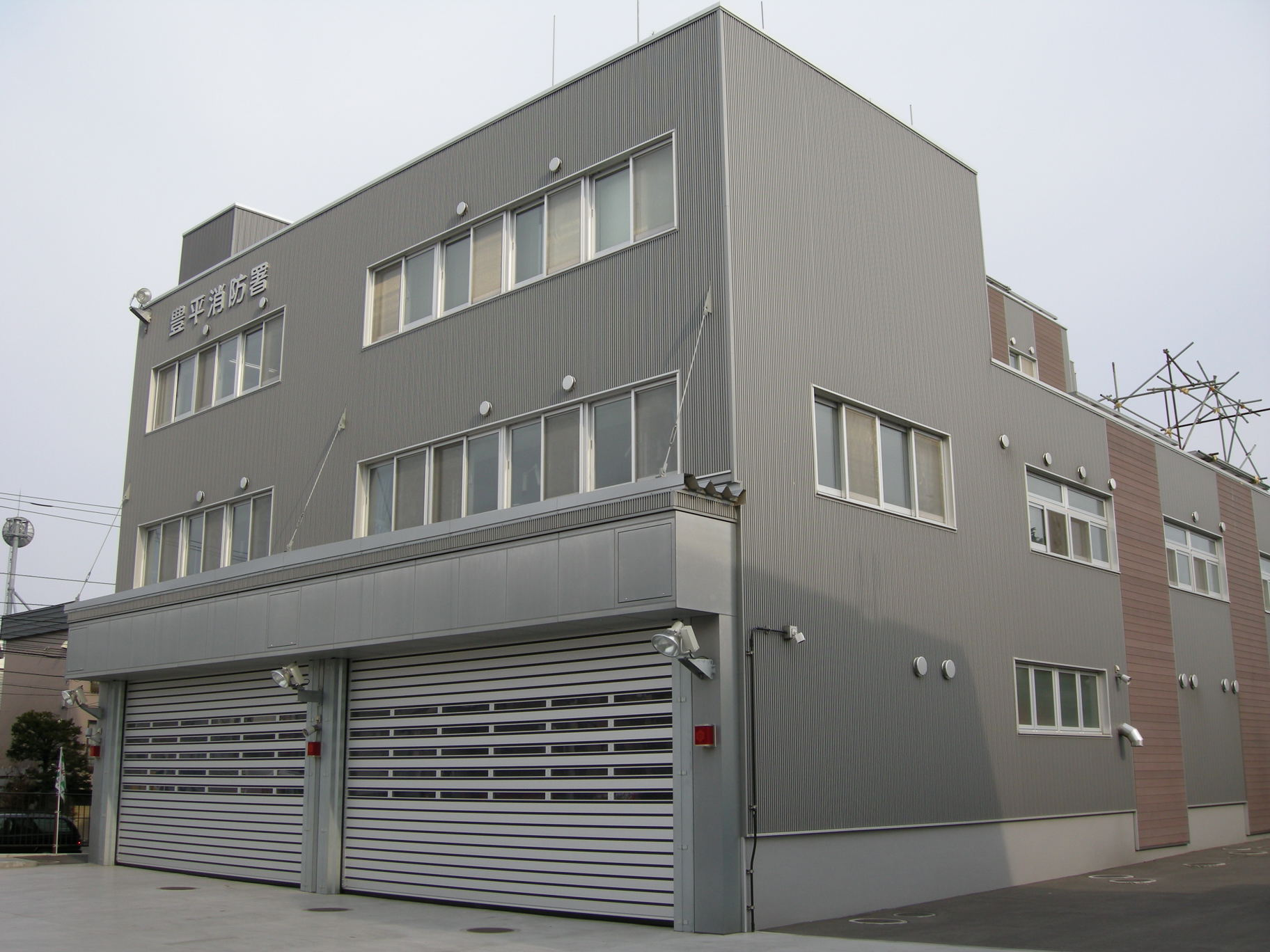
豊平消防署（2009年4月）

### 病院
「医療機関名簿（豊平区）」参照
- 柏葉脳神経外科病院
- KKR札幌医療センター
- 小坂病院
- 佐々木内科病院
- 札幌しらかば台病院
- 札幌月寒病院
- 札幌ライラック病院
- 札幌朗愛会病院
- 高台病院
- 地域医療機能推進機構北海道病院（JCHO北海道病院）
- 西岡第一病院
- 西岡病院
- 北樹海病院
- 北海道整形外科記念病院

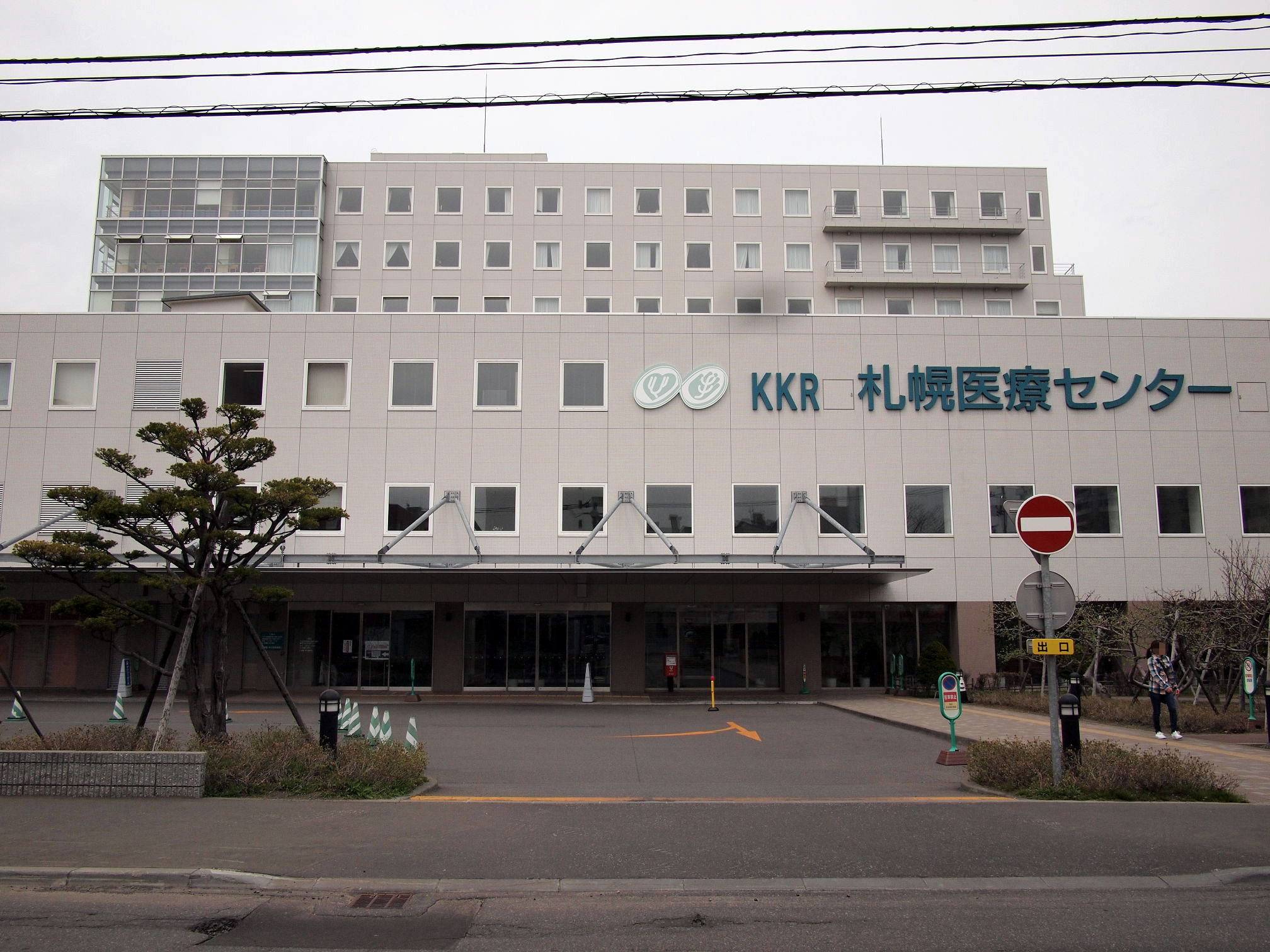
KKR札幌医療センター（2013年5月）

### 新聞社・放送局
新聞社
- 苫小牧民報社札幌支社

ケーブルテレビ局
- ジェイコム札幌（J:COM札幌）

コミュニティ放送局
- エフエムとよひら（FMアップル）

## 教育機関

### 大学・短期大学
- 北海学園大学豊平キャンパス
- 北海商科大学
- 札幌大学
- 日本医療大学月寒本キャンパス
- 札幌大学女子短期大学部

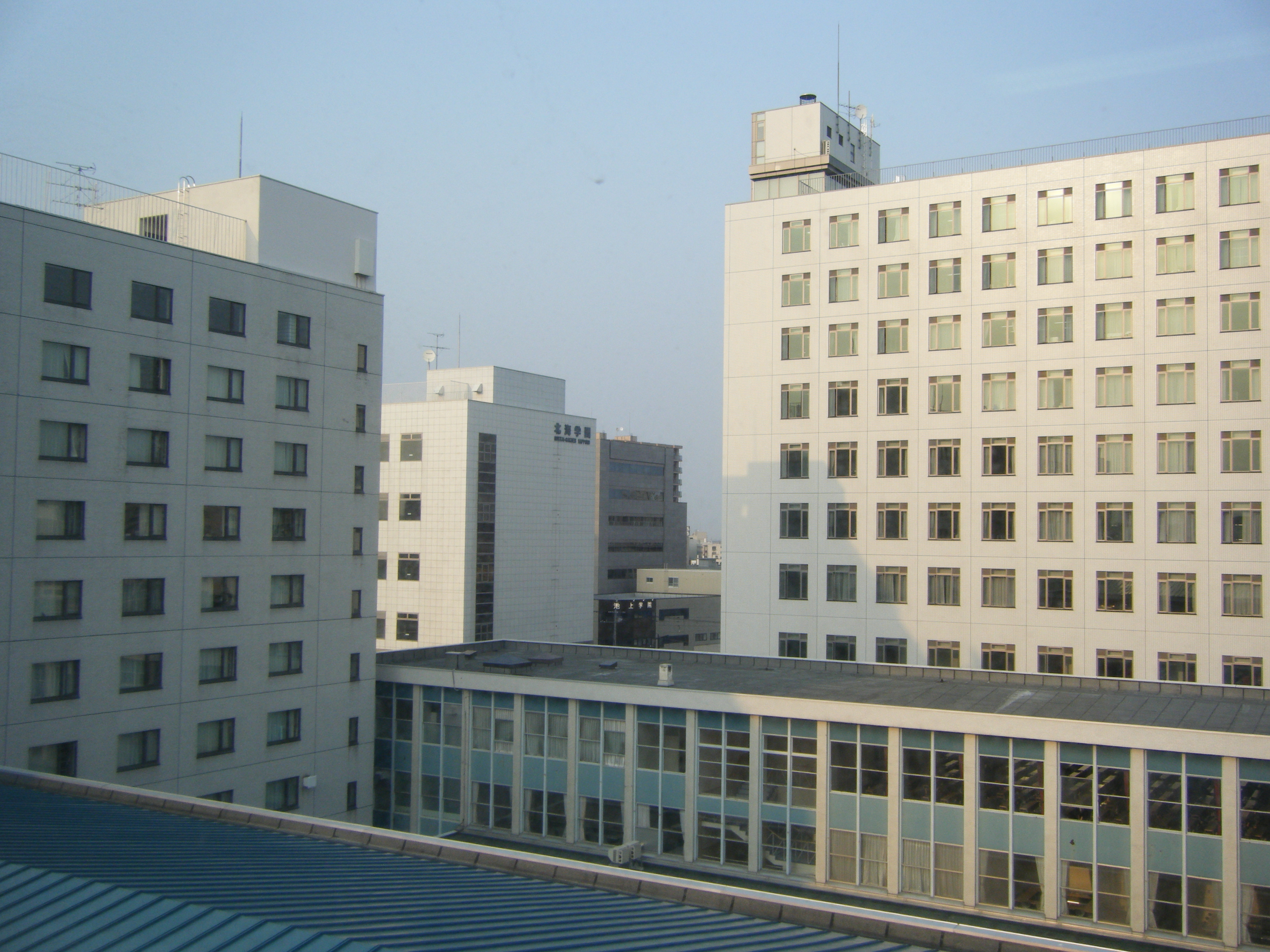
北海学園大学豊平キャンパス（2008年4月）
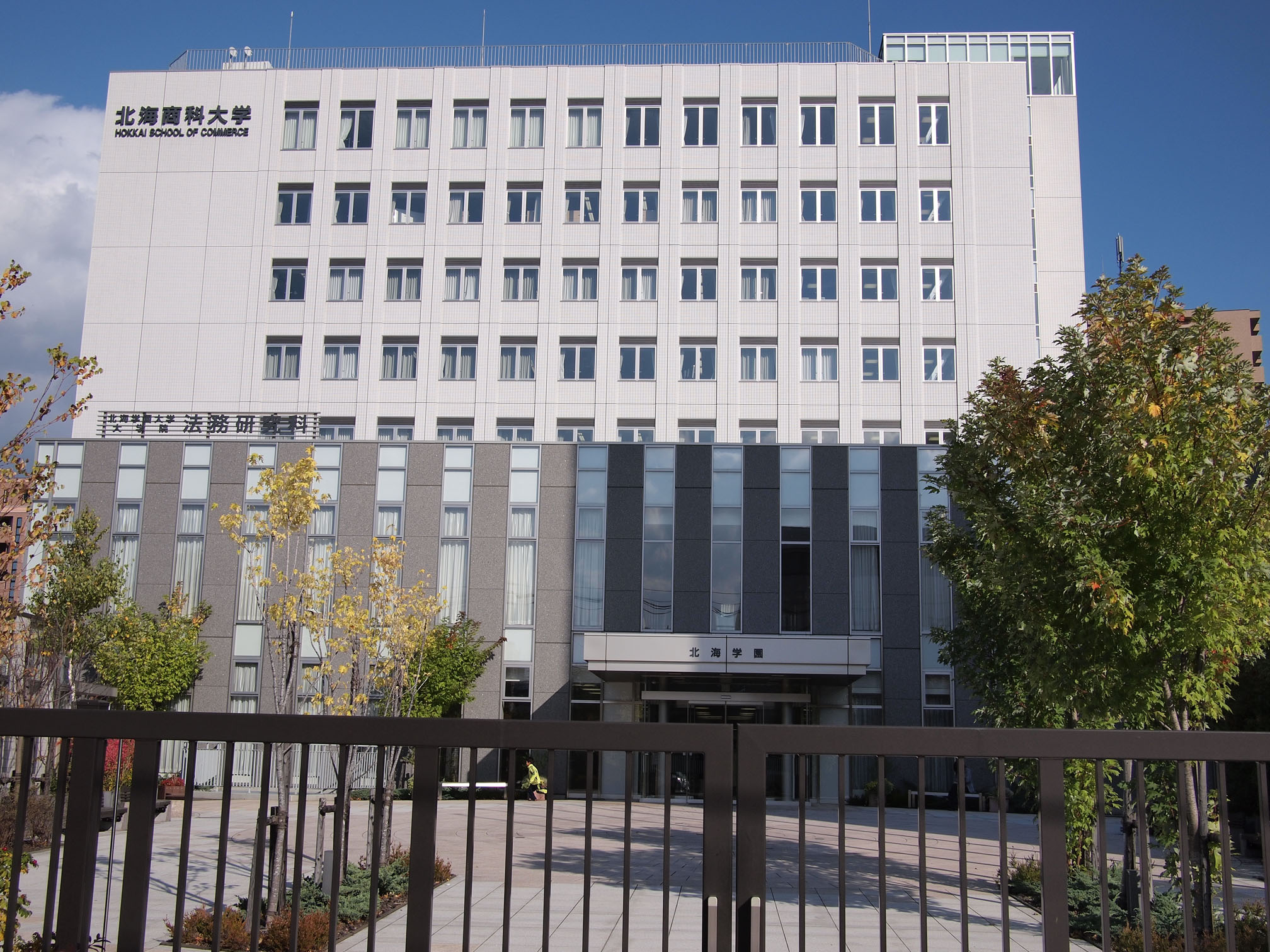
北海商科大学（2011年10月）
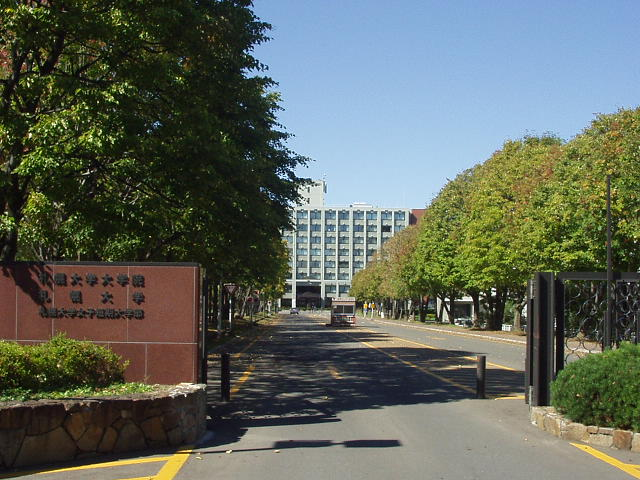
札幌大学・札幌大学女子短期大学部（2004年9月）

### 専修学校
「学生納付特例対象学校一覧」参照
- 池上学院グローバルアカデミー専門学校
- 経専音楽放送芸術専門学校
- 経専調理製菓専門学校
- 札幌幼児保育専門学校
- 日本医療大学生涯学習センター通信科
- 北海道中央調理技術専門学校
- 北海道農業専門学校
- 北海道文化服装専門学校

### 高等学校
道立
- 北海道札幌月寒高等学校

市立
- 市立札幌平岸高等学校

私立
- 北海高等学校
- 北海学園札幌高等学校
- 札幌第一高等学校
- 池上学院高等学校

### 中学校
- 札幌市立八条中学校
- 札幌市立月寒中学校
- 札幌市立平岸中学校
- 札幌市立陵陽中学校
- 札幌市立羊丘中学校
- 札幌市立東月寒中学校
- 札幌市立西岡中学校
- 札幌市立中の島中学校
- 札幌市立西岡北中学校
- 札幌市立あやめ野中学校
- 札幌市立平岸中学校のぞみ分校

### 小学校
市立
- 札幌市立豊平小学校
- 札幌市立東園小学校
- 札幌市立旭小学校
- 札幌市立月寒小学校
- 札幌市立平岸小学校
- 札幌市立美園小学校
- 札幌市立豊園小学校
- 札幌市立西岡小学校
- 札幌市立中の島小学校
- 札幌市立月寒東小学校
- 札幌市立羊丘小学校
- 札幌市立東山小学校
- 札幌市立平岸西小学校
- 札幌市立しらかば台小学校
- 札幌市立南月寒小学校
- 札幌市立みどり小学校
- 札幌市立福住小学校
- 札幌市立西岡南小学校
- 札幌市立平岸高台小学校
- 札幌市立あやめ野小学校
- 札幌市立西岡北小学校
- 札幌市立平岸高台小学校のぞみ分校

私立
- 田中学園立命館慶祥小学校

### 認定こども園
- 認定こども 園なかのしま幼稚園[9]
- 認定こども 園まなび[9]
- こども園・ひかりのこ さっぽろ[9]
- 認定こども園 月寒そらいろ保育園・幼稚園

### 幼稚園
市立
- 札幌市立かっこう幼稚園

私立
- 札幌第一幼稚園[9]
- 美晴幼稚園[9]
- 札幌若葉幼稚園[9]
- 平岸幼稚園[9]
- 札幌ゆたか幼稚園[9]
- 幌南学園幼稚園[9]
- 黎明（しののめ）幼稚園[9]
- 西岡ふたば幼稚園[9]
- 札幌白ゆり幼稚園[9]
- 札幌創価幼稚園[9]
- 札幌くりのみ幼稚園[9]
- ふくずみ幼稚園[9]
- つきさむ幼稚園[9]

### 認可保育所
市立
- 札幌市豊平区保育・子育て支援センター[10]
- 札幌市美園保育園[10]
- 札幌市豊園保育園
- 札幌市豊園乳児保育園

私立
- 札幌保育園
- 札幌愛隣舘保育園
- 札幌第一福ちゃん保育園
- みのり保育所
- 中の島保育所
- 西岡保育園
- 札幌愛隣舘東山保育園
- 東月寒保育園
- 札幌愛隣舘りんご保育園
- 羊丘藤保育園
- 子どもの家保育園
- 東月寒にれ保育園
- 西岡高台保育園
- にれ第2保育園
- 中の島興正保育園
- 福住保育園
- 光の子保育園
- 平岸興正保育園
- 中の島みどり保育園
- 吉田学園やしの木保育園
- 平岸友愛保育園

### 学校教育以外の施設
- 北海道インターナショナルスクール
- 札幌サドベリースクール
- 北海道自動車学校
- 札幌東自動車学校

## 経済・産業

### 組合
- 札幌個人タクシー協同組合
- 札幌市農業協同組合（JAさっぽろ）平岸支店、月寒支店
- 札幌地方石油業協同組合
- 全建総連札幌建設労働組合
- 全建総連北海道建設労働組合連合会
- 北海道板硝子商工協同組合
- 北海道建設国民健康保険組合札幌支部
- 北海道酒造組合
- 北海道製麺協同組合

### 商業施設
ショッピングセンター
- イオン北海道（イオングループ）
  - イオン札幌西岡ショッピングセンター
- Firsto（OICグループ）
  - CiiNA CiiNA 福住（旧イトーヨーカドー福住店）
- ラルズ（アークスグループ）
  - アーバンサイトミュンヘン大橋
- 日本エステート
  - 月寒東ショッピングセンター
- 大和リース（大和ハウスグループ）
  - ブランチ札幌月寒

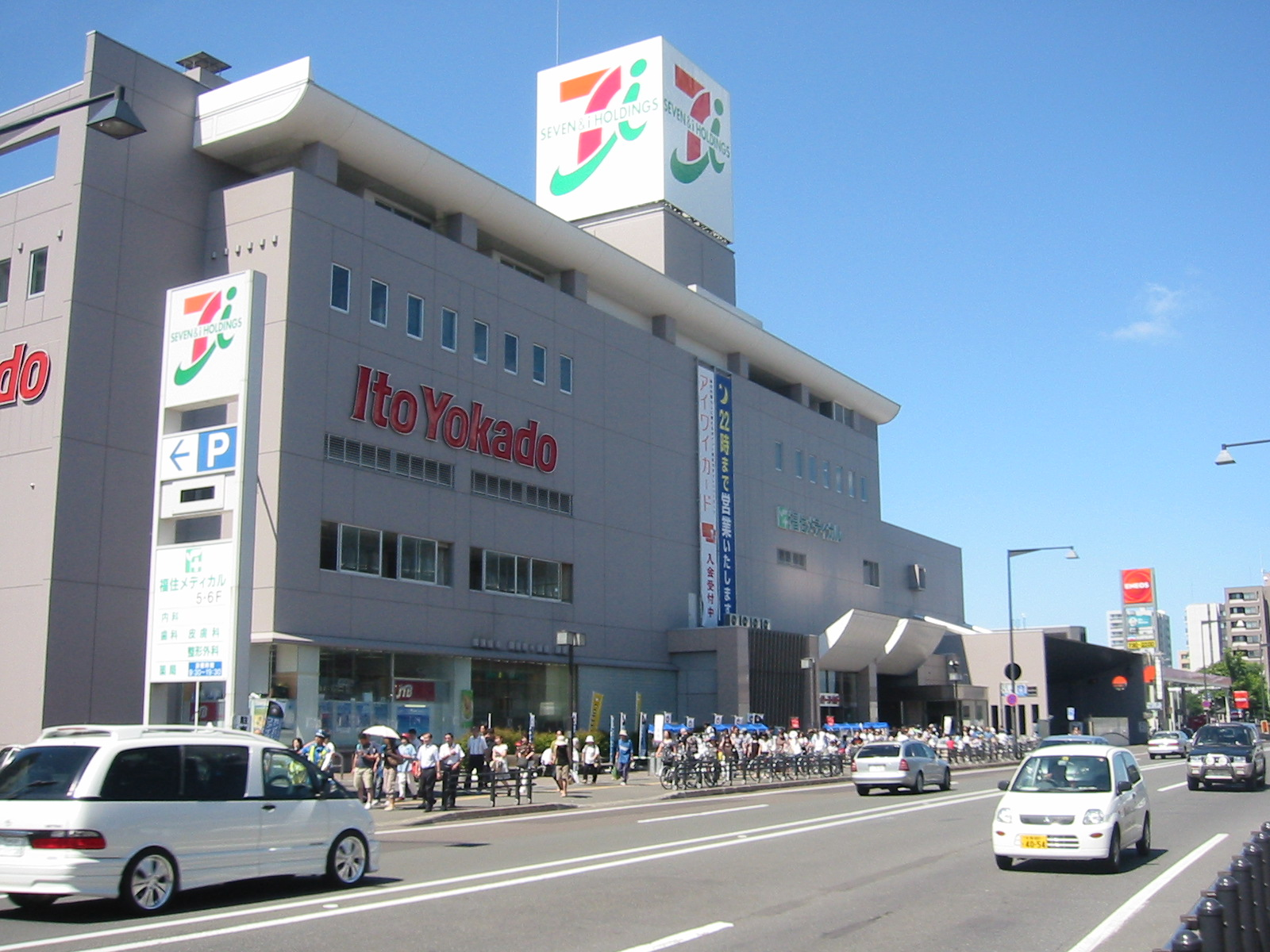
イトーヨーカドー福住店(現:CiiNA CiiNA 福住)（2007年8月）
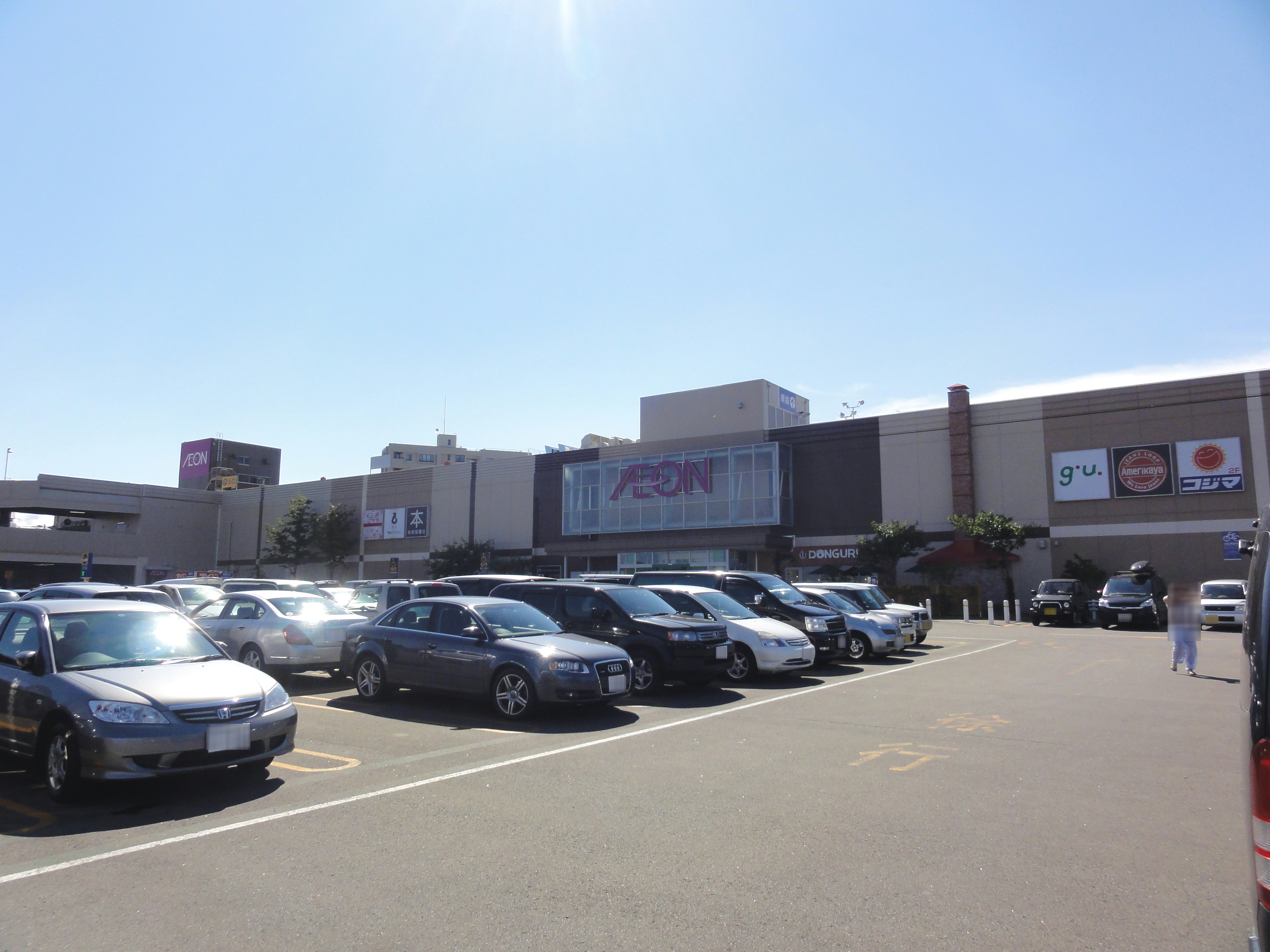
イオン札幌西岡ショッピングセンター（2012年8月）

スーパーマーケット・ディスカウントストア
- イオン北海道（イオングループ）
  - イオン札幌西岡店（イオン札幌西岡ショッピングセンター内）
  - イオン札幌平岸店（旧西友平岸店）
  - ザ・ビッグエクスプレス平岸店
  - ザ・ビッグ西岡店
  - ザ・ビッグ豊平店
  - ザ・ビッグ福住店（旧西友福住店）
  - フードセンター月寒中央店
  - マックスバリュエクスプレス中の島店
  - マックスバリュ月寒西店
- ラルズ（アークスグループ）
  - スーパーアークス平岸店
  - ビッグハウス エクストラ（アーバンサイトミュンヘン大橋内）
  - スーパーアークス月寒東店
  - スーパーアークス美園店
  - ラルズマート西岡店
- 東光ストア（アークスグループ）
  - 平岸ターミナル店
  - 豊平店
- 生活協同組合コープさっぽろ
  - 美園店
  - 月寒ひがし店（月寒東ショッピングセンター内）
  - 中の島店
- ダイイチ（セブン&アイグループ）
  - 平岸店
- 北雄ラッキー
  - 西岡店
- 産直
  - 産直生鮮市場西岡店
- 神戸物産
  - 業務スーパー月寒東店
  - 業務スーパー月寒西店
- スーパーエース
  - 月寒サンウェル店
- トライアルカンパニー
  - スーパーセンタートライアル月寒店（ブランチ札幌月寒内）
- キテネ
  - キテネ食品館月寒店
- ロピア（OICグループ）
  - 福住店（CiiNA CiiNA福住内・旧イトーヨーカドー福住店食品売り場）

### 金融機関
銀行
- 北洋銀行豊平支店、月寒中央支店、福住支店、平岸中央支店、澄川中央支店西岡出張所
- 北海道銀行豊平支店、月寒支店、平岸支店、西岡支店
- 北陸銀行豊平支店、西岡支店

協同組織金融機関
- 北海道信用金庫月寒支店、福住支店、豊平支店、豊平支店豊平六条出張所、美園支店
- 空知信用金庫平岸支店
- 旭川信用金庫平岸支店
- 留萌信用金庫月寒支店
- 遠軽信用金庫月寒支店
- 札幌中央信用組合豊平支店、平岸支店、西岡支店
- 北央信用組合美園支店
- JAバンク北海道（北海道信用農業協同組合連合会）JAさっぽろ平岸支店、月寒支店

### 郵便
- 豊平郵便局（集配局）

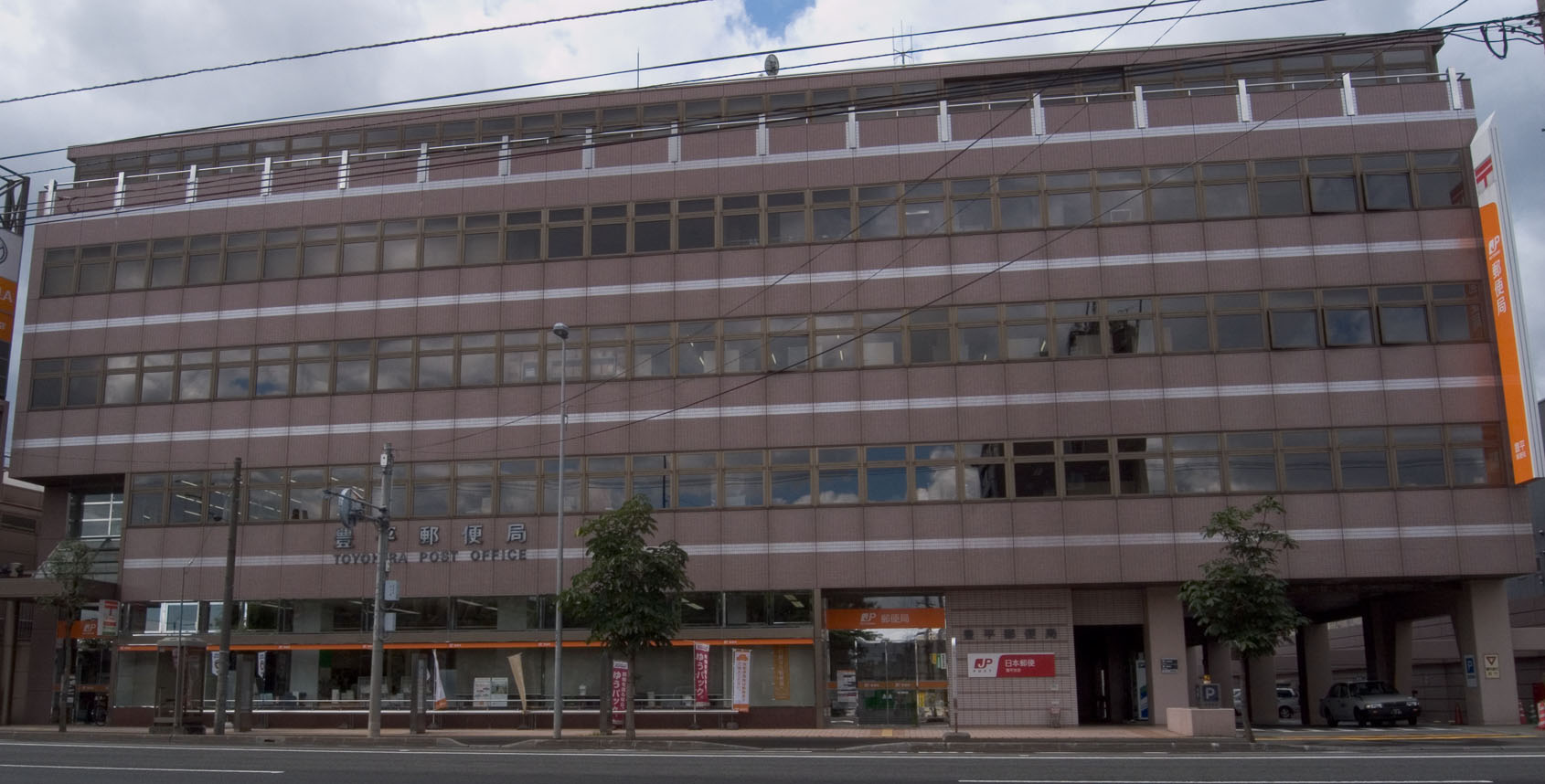
豊平郵便局（2009年8月）

### 宅配便
- ヤマト運輸札幌主管支店
  - 札幌豊平センター・美園センター
  - 平岸センター・中の島センター
  - 札幌月寒東センター・札幌月寒中央センター
  - 栄通センター
- 佐川急便札幌営業所、北海道航空営業所（所在地は白石区）
- 日本通運札幌支店札幌自動車事業所（所在地は白石区）

## 交通

### 鉄道
1969年までは定山渓鉄道線が運行しており、豊平駅があった。
- 札幌市交通局
  - 札幌市営地下鉄南北線：中の島駅 - 平岸駅 - 南平岸駅
  - 札幌市営地下鉄東豊線：学園前駅 – 豊平公園駅 – 美園駅 – 月寒中央駅 - 福住駅

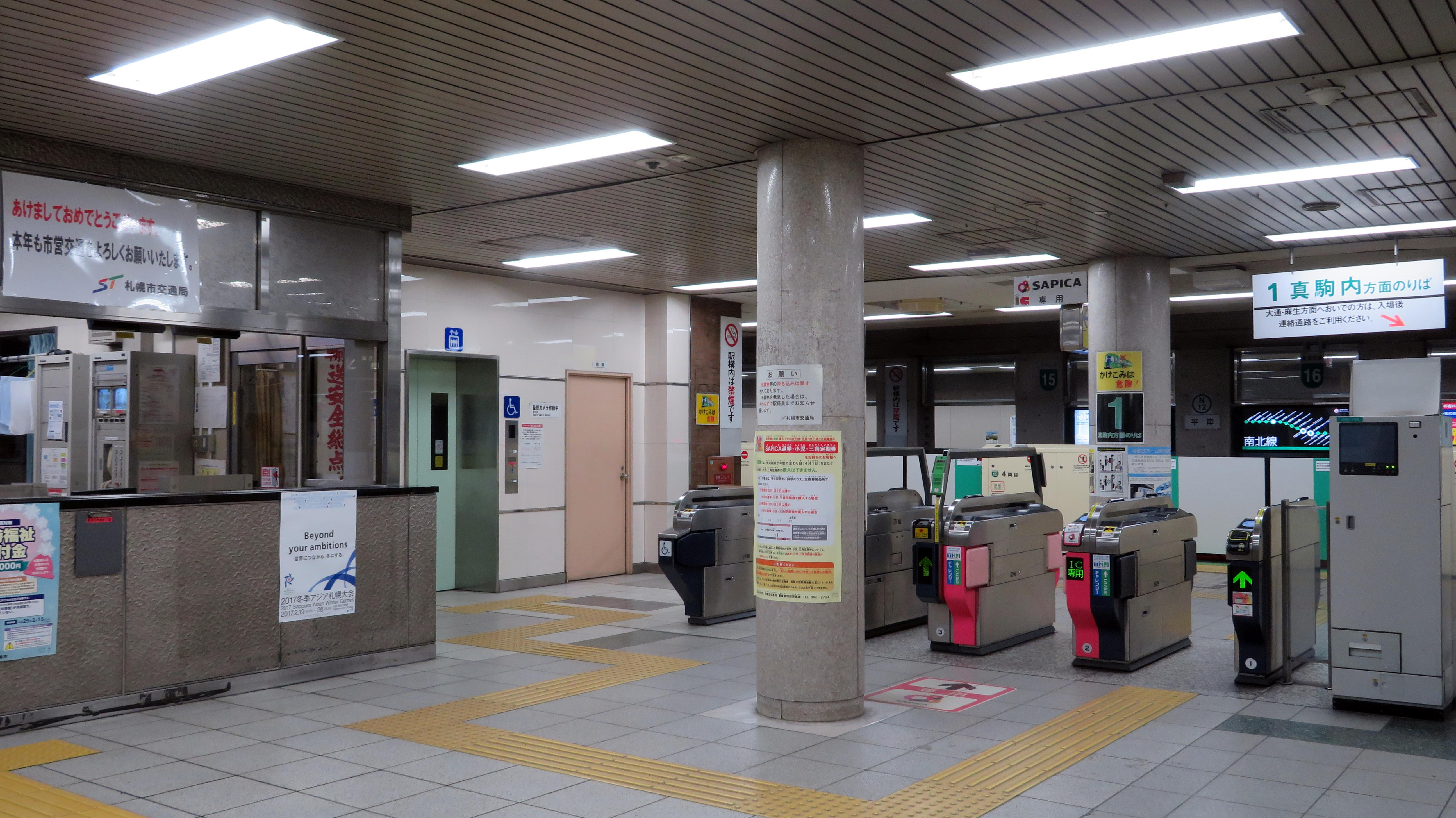
平岸駅改札口（2017年1月）
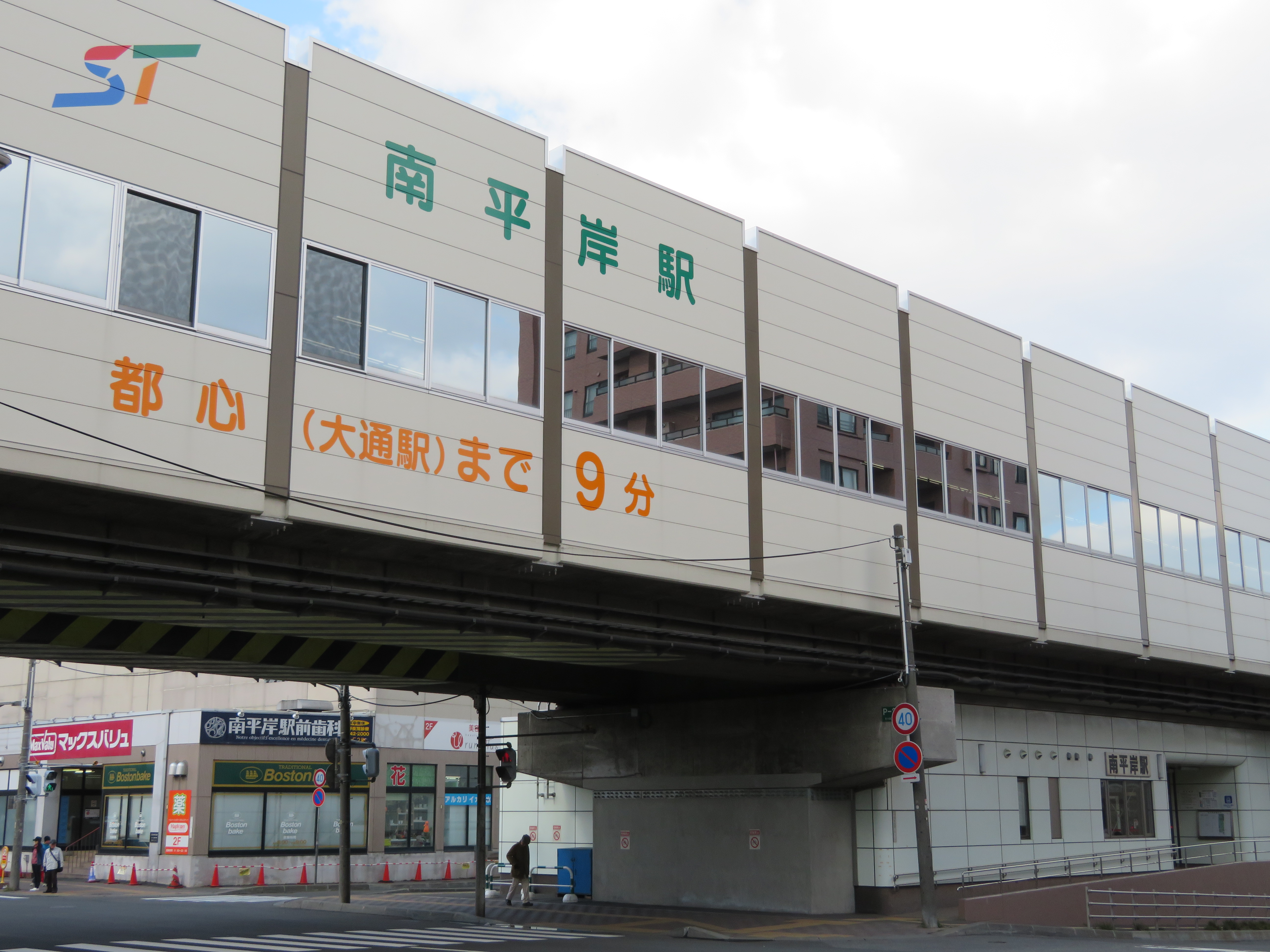
南平岸駅（2016年10月）
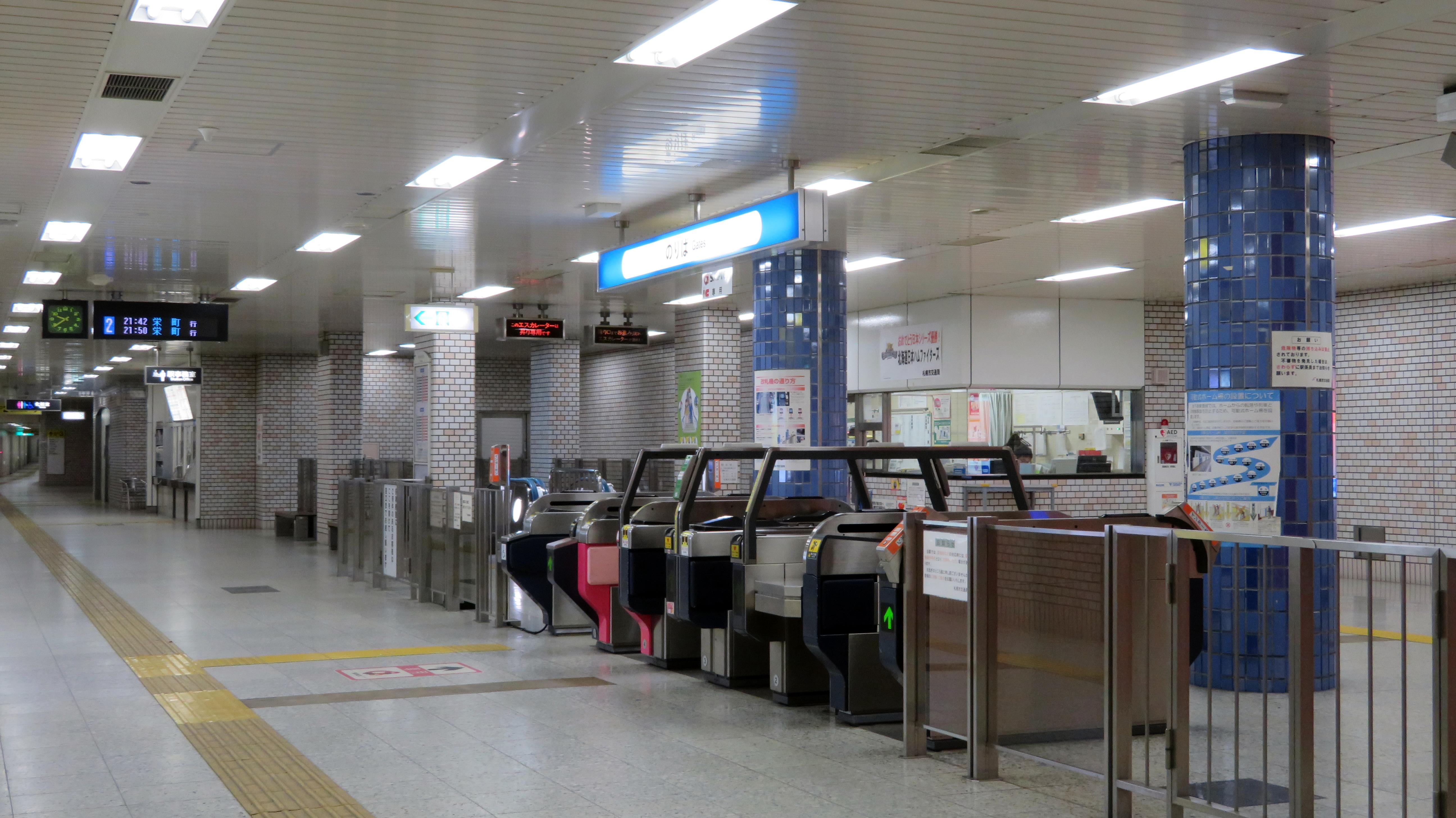
豊平公園駅改札口（2016年11月）
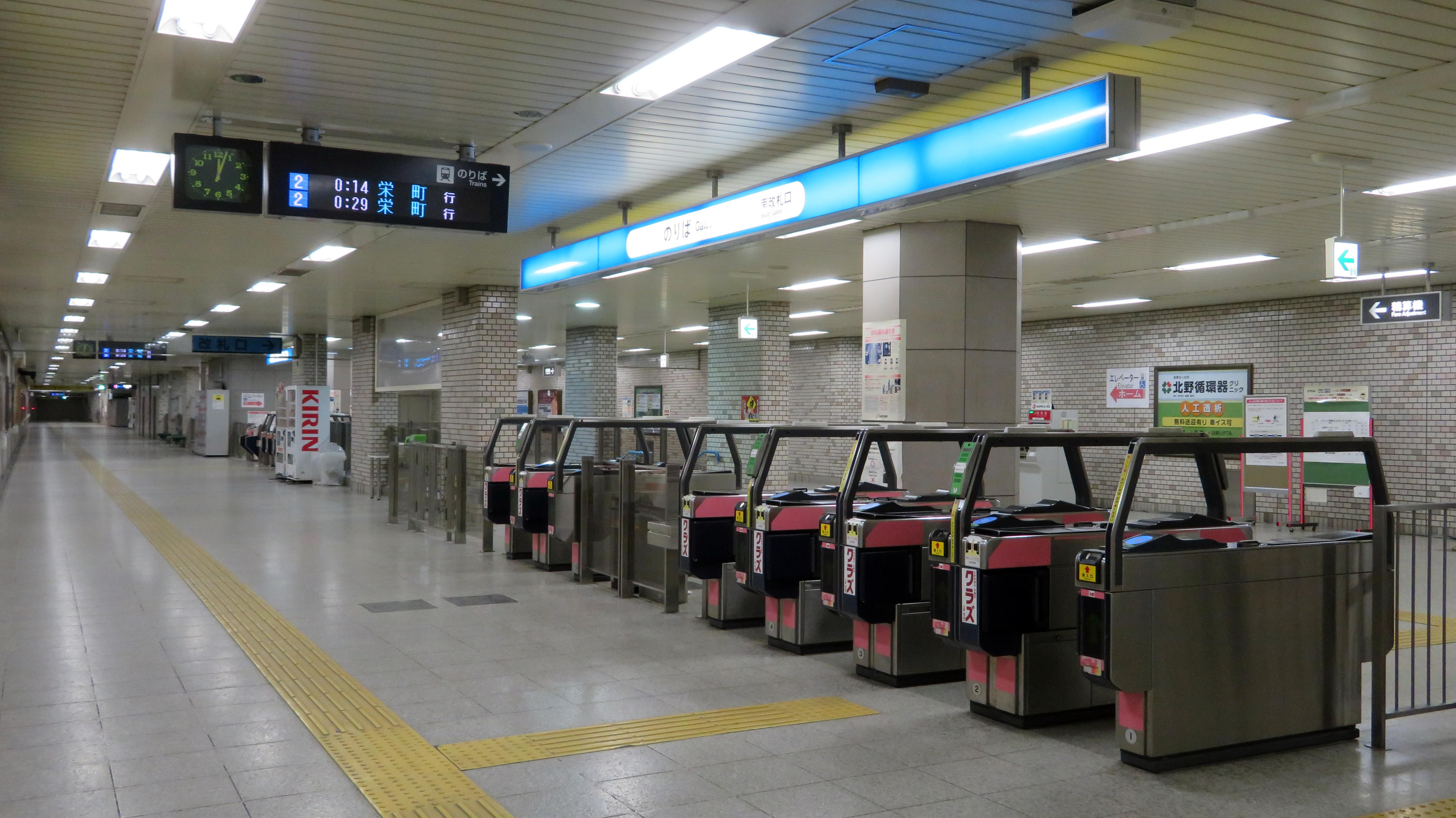
福住駅改札口（2018年1月）

### バス
かつては札幌市交通局がバス路線（札幌市営バス）を運行していたが、段階的に民間事業者に路線を移譲し、2004年（平成16年）に廃止となった。
バスターミナル
- 福住バスターミナル

路線バス
- じょうてつ[注釈 1]
- 北海道中央バス 月寒営業所、西岡営業所[注釈 2]

空港連絡バス
- 北都交通

### タクシー
- 札幌個人タクシー協同組合
- つばめ自動車
- 東交通
- 平岸ハイヤー
- 札幌北交ハイヤー
- 札幌エムケイ
- 金星自動車
- 朝日交通
- 恊和交通
- 昭和交通
- 北陵交通
- 江別ハイヤー
- 太洋ハイヤー
- MID交通

### 道路
- 一般国道
  - 国道36号
  - 国道453号
- 主要地方道（主要道道・主要市道）
  - 北海道道89号札幌環状線
  - 北海道道82号西野真駒内清田線
  - 札幌市主要市道2974号真駒内篠路線（豊平川通）
  - 札幌市主要市道9903号羊ケ丘線（羊ケ丘通）
- 一般道道
  - 北海道道453号西野白石線

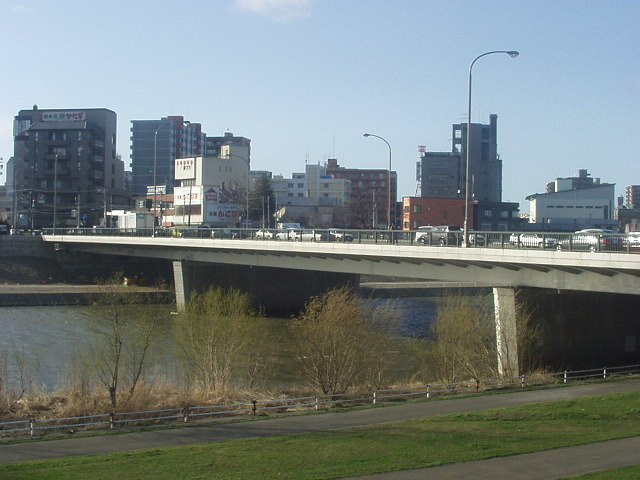
豊平橋（2004年4月）
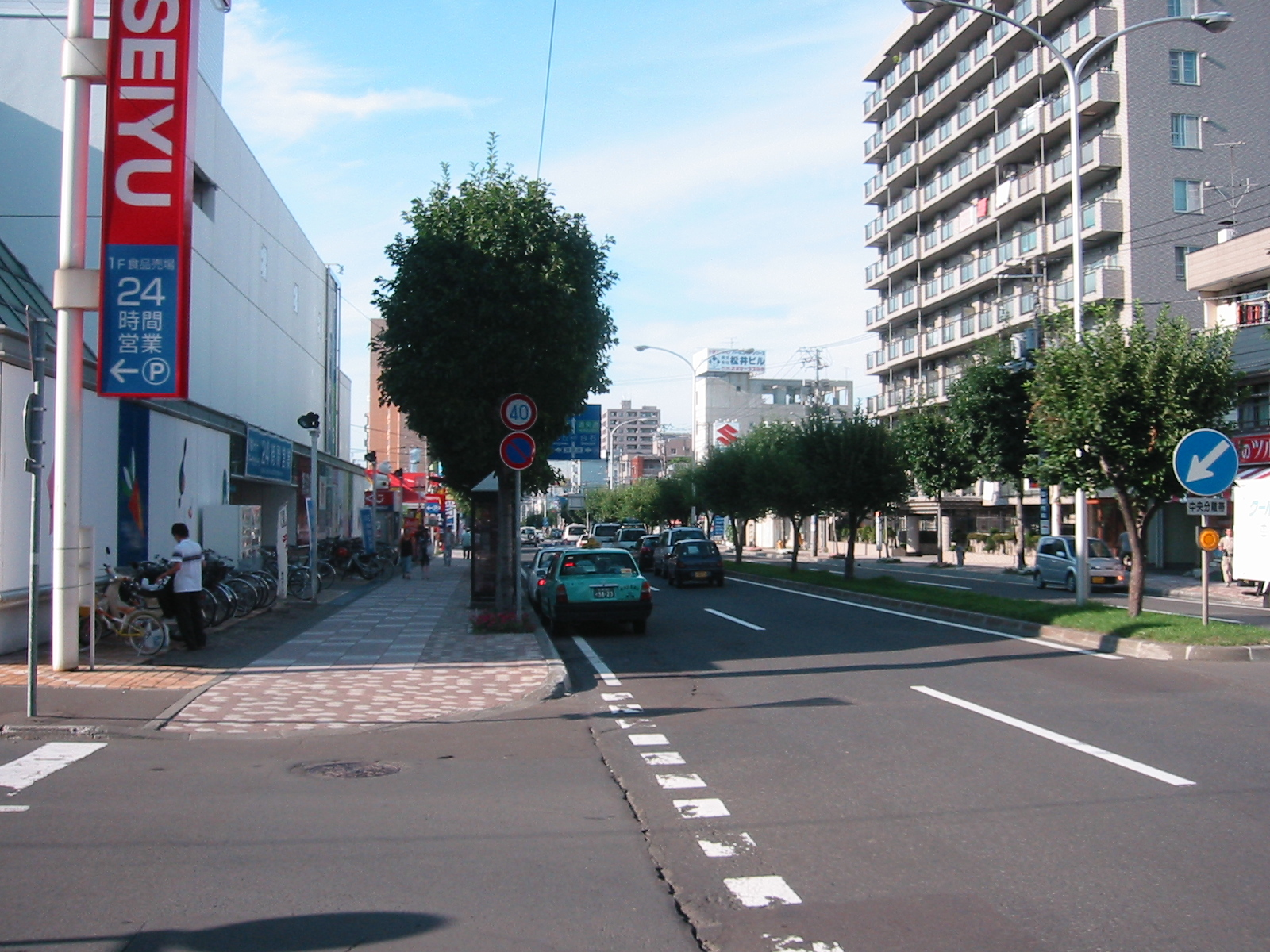
国道453号（平岸通）（2007年8月）
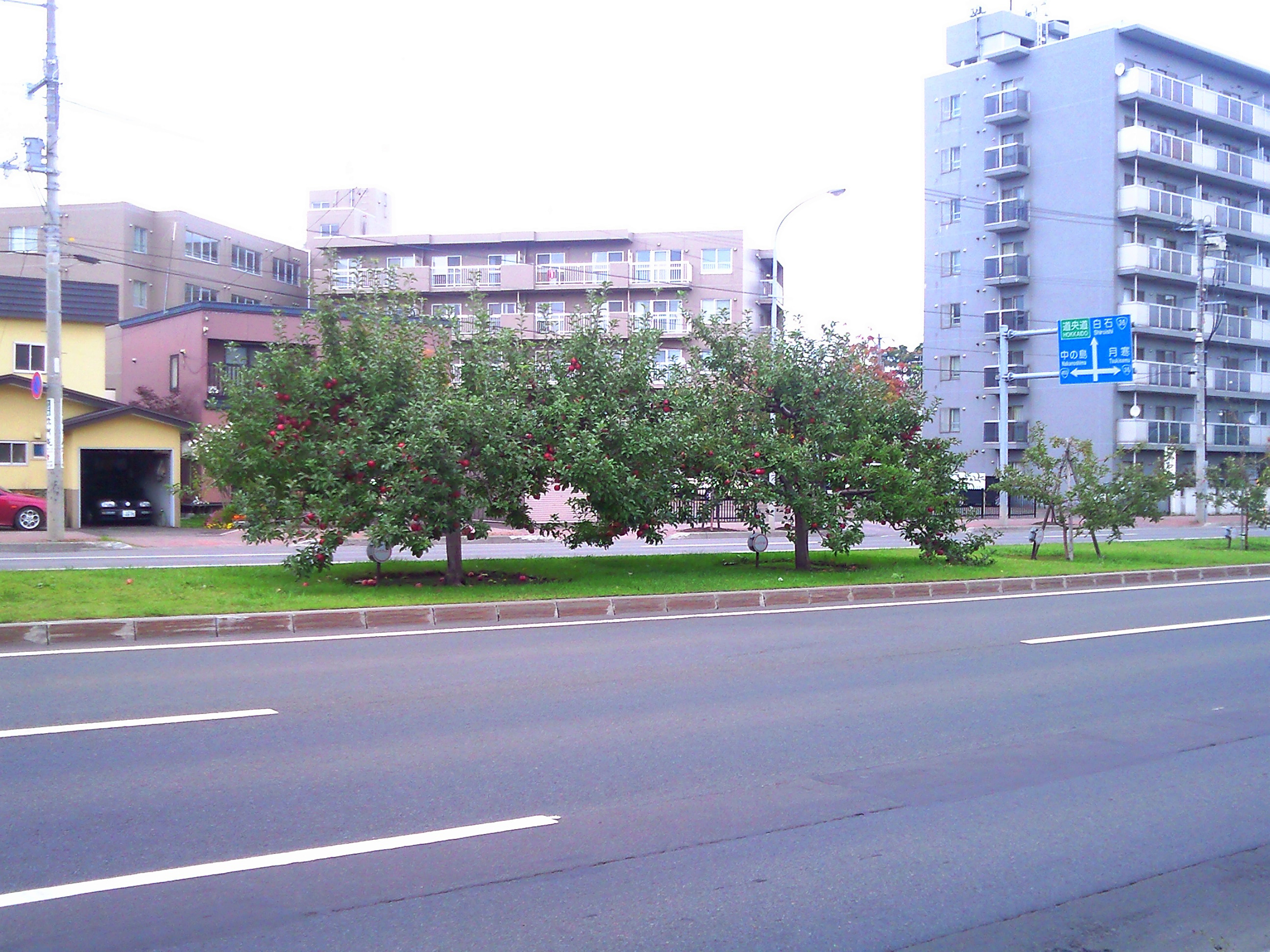
道道89号札幌環状線（環状通）のリンゴ並木（2008年10月）
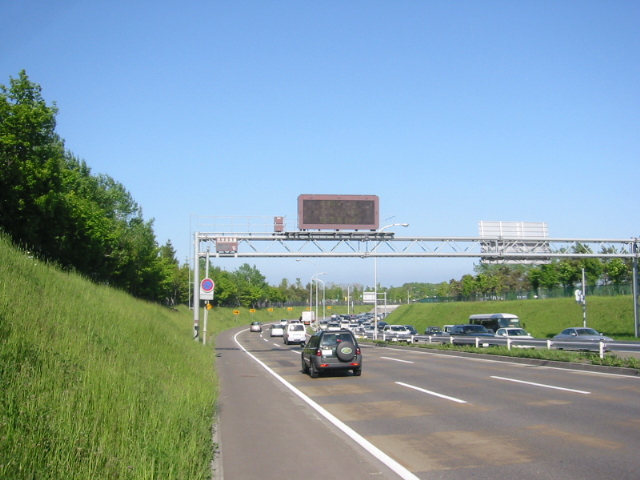
羊ケ丘通（2007年6月）

## 文化財
「札幌市内の文化財」参照
国登録
- 有形文化財
  - 旧西岡水源池取水塔
  - 沼田家住宅旧第二りんご倉庫
  - 柳田家住宅旧りんご蔵

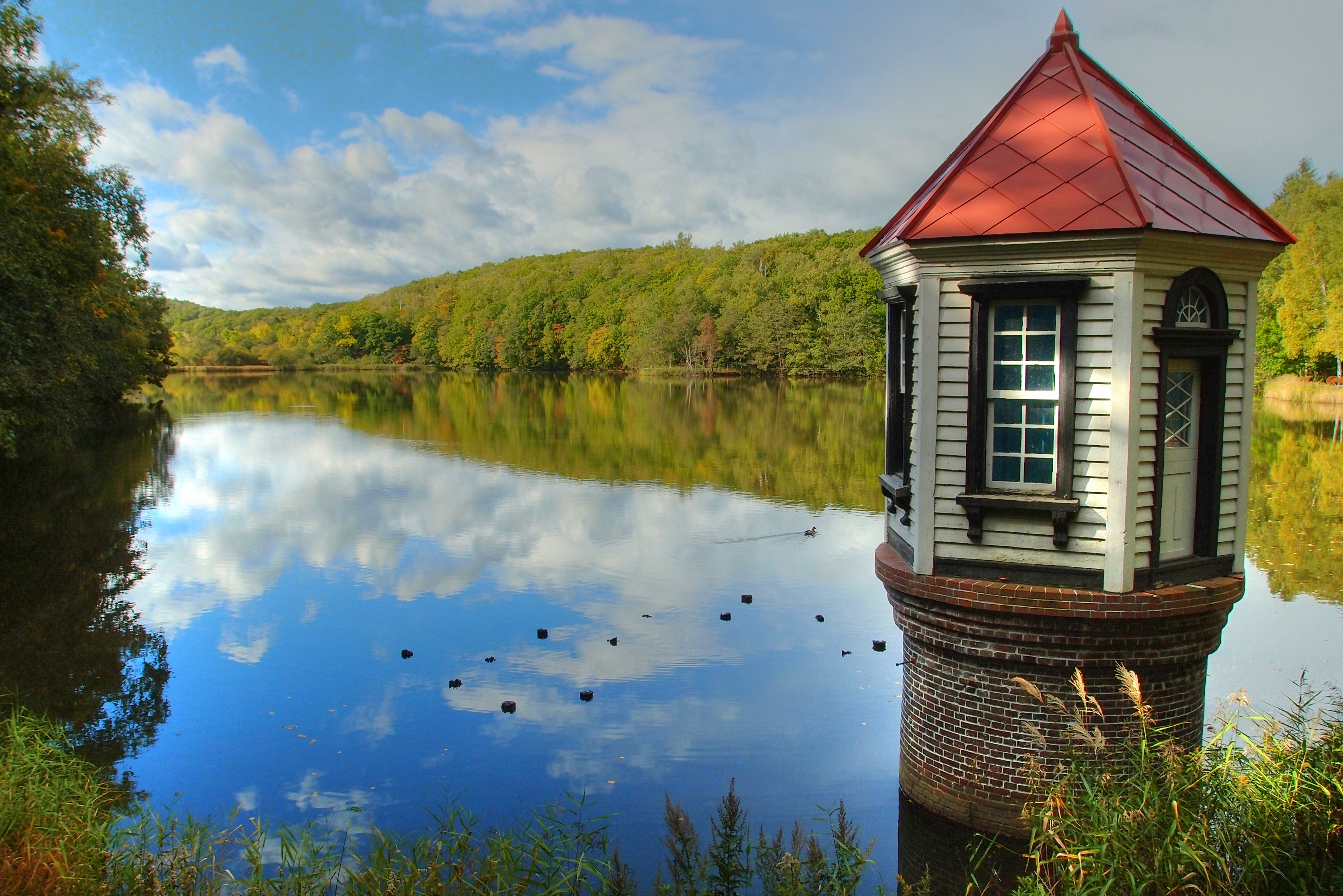
旧西岡水源池取水塔（2016年10月）

## 寺社・教会

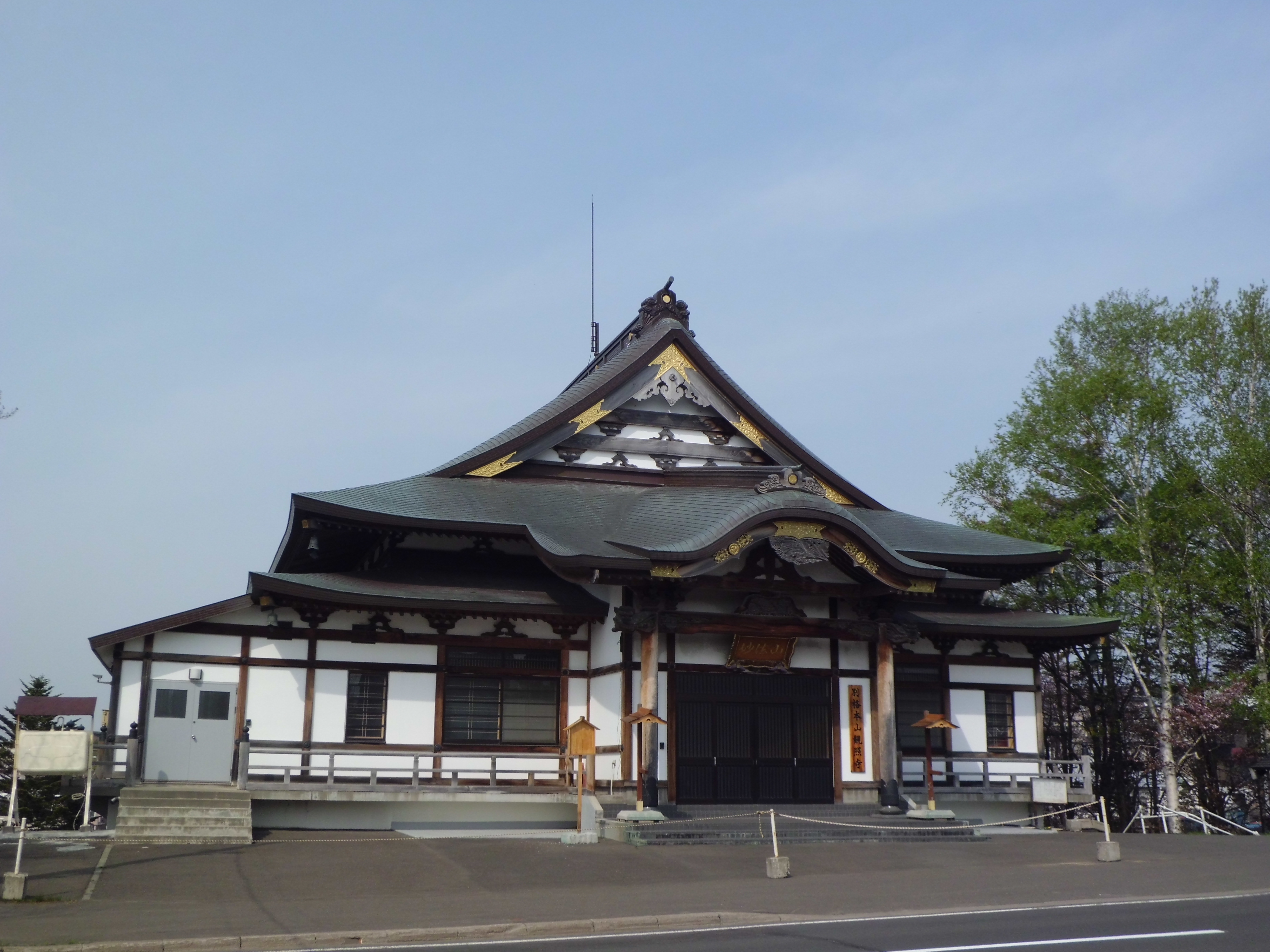
観照寺（2015年4月）

寺院
- 経王寺
- 善道寺
- 福住寺
- 慧林寺
- 弘周寺
- 龍松寺
- 観照寺
- 豊龍寺
- 光徳寺
- 極楽寺
- 大乗寺
- 高野山真言宗隆心寺
- 龍厳寺
- 日蓮宗北海身延妙法華山経王寺
- 東本願寺札幌別院豊白支院
- 明了寺
- 豊原寺
- 大徹寺
- 浄土宗般若苑光明寺
- 浄土宗長専寺
- 覚英寺
- 晟徳寺

- 観照寺（2015年4月）

神社
- 豊平川神社
- 難得神社
- 豊平神社
- 八二稲荷神社
- 月寒神社
- 中の島神社
- 太平山三吉神社（平岸天満宮）
- 相馬神社
- 福住厳島神社
- 西岡八幡宮

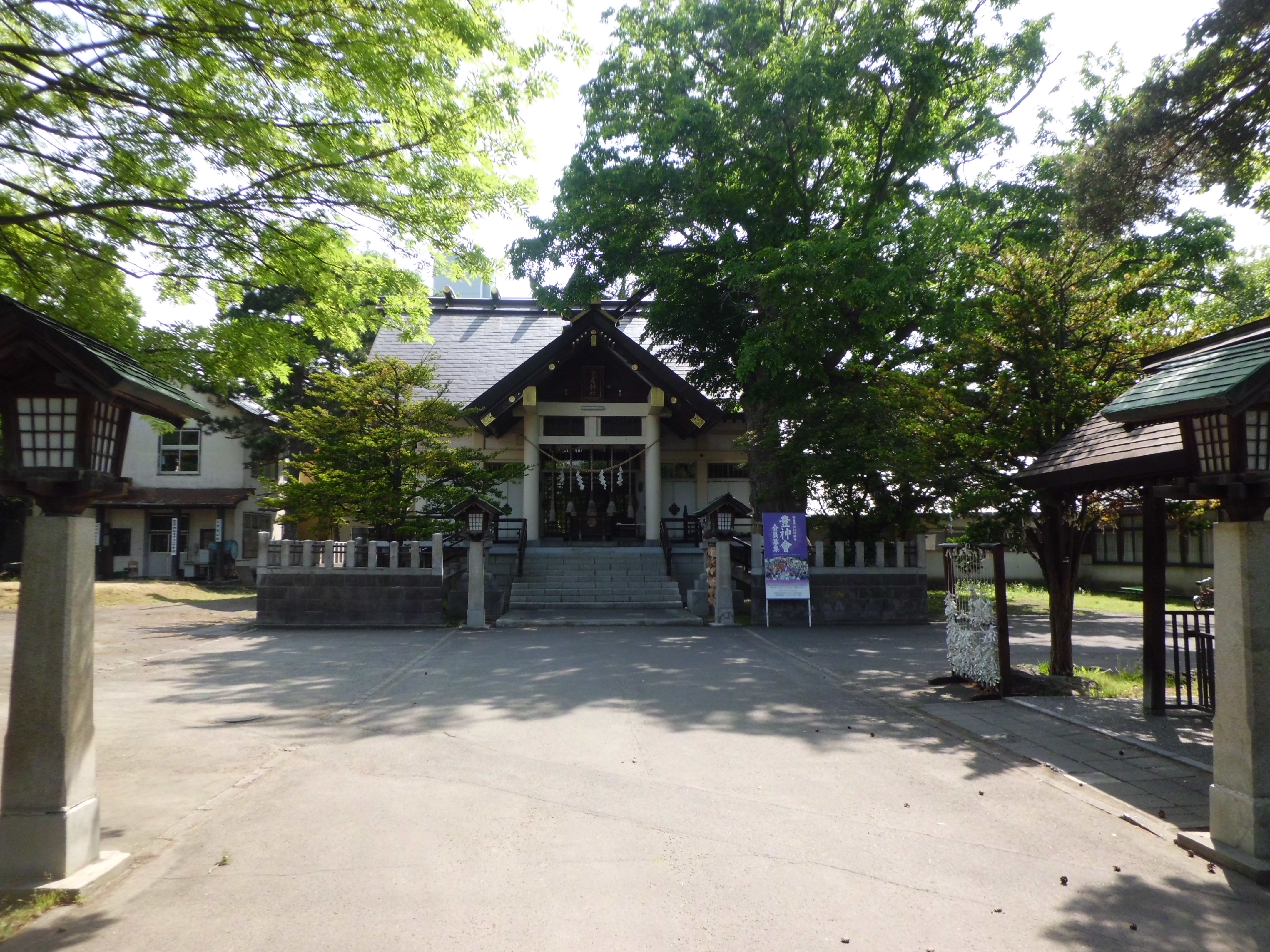
豊平神社（2015年6月）
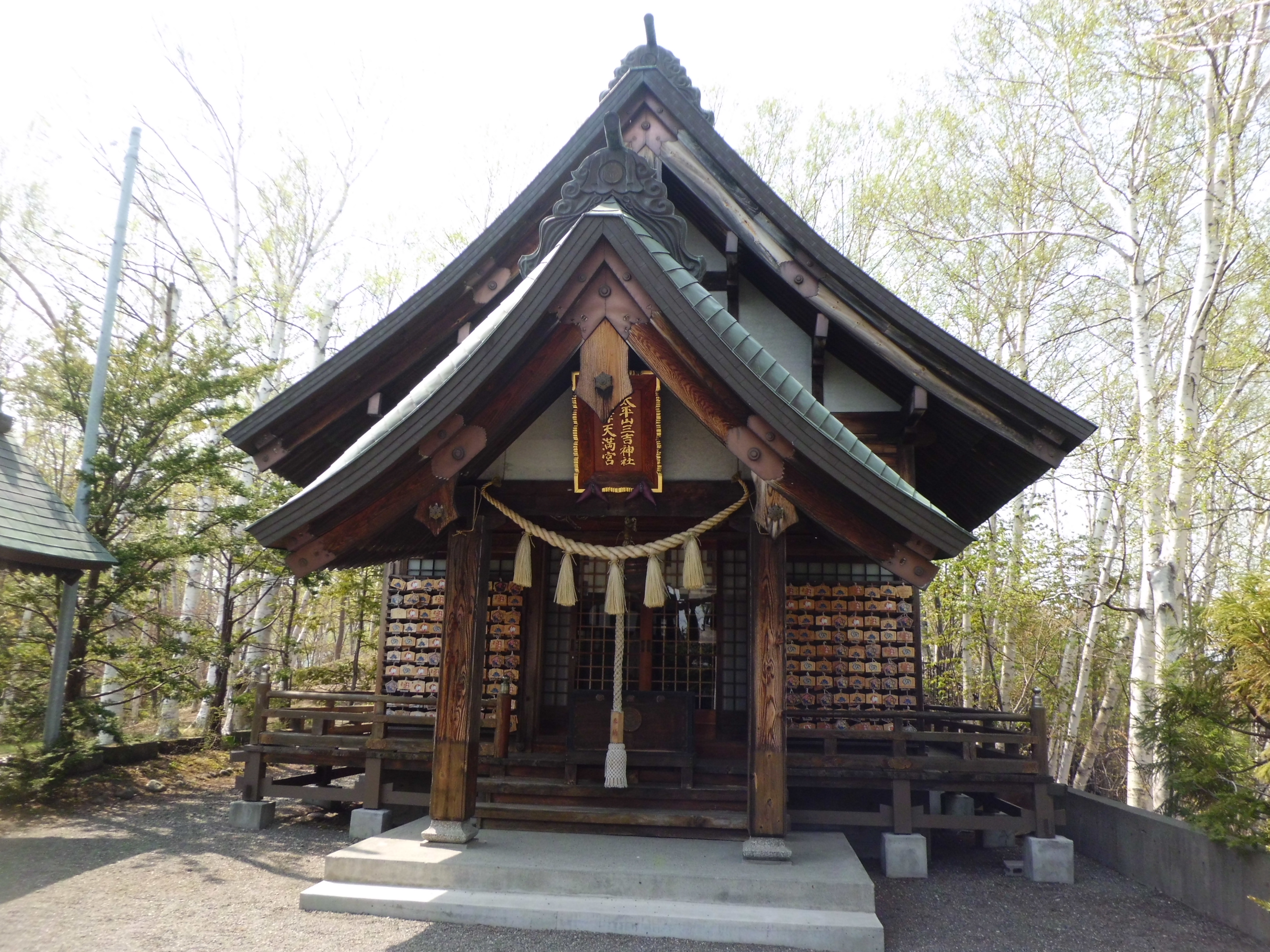
太平山三吉神社（平岸天満宮）（2015年4月）
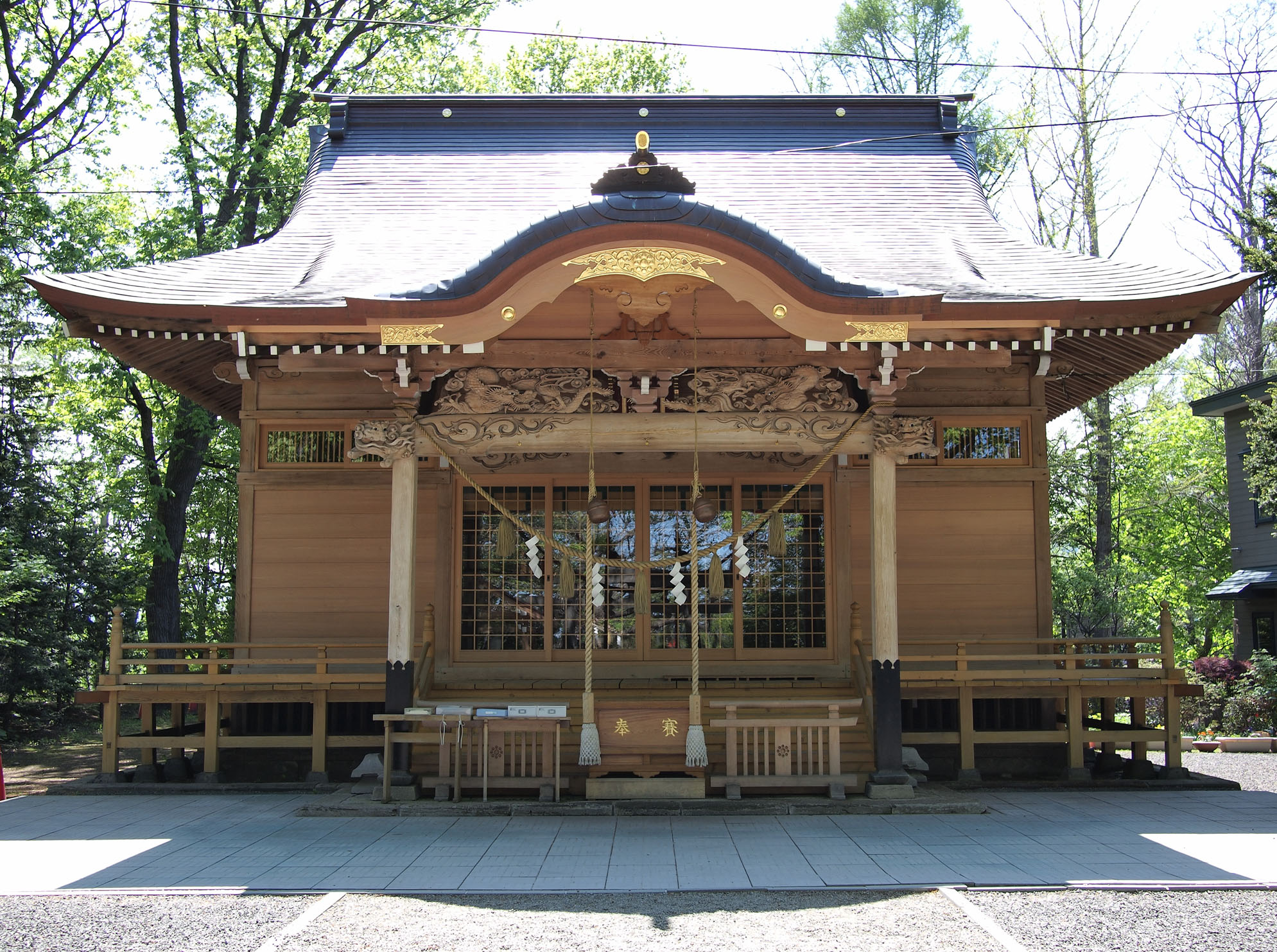
相馬神社（2010年5月）
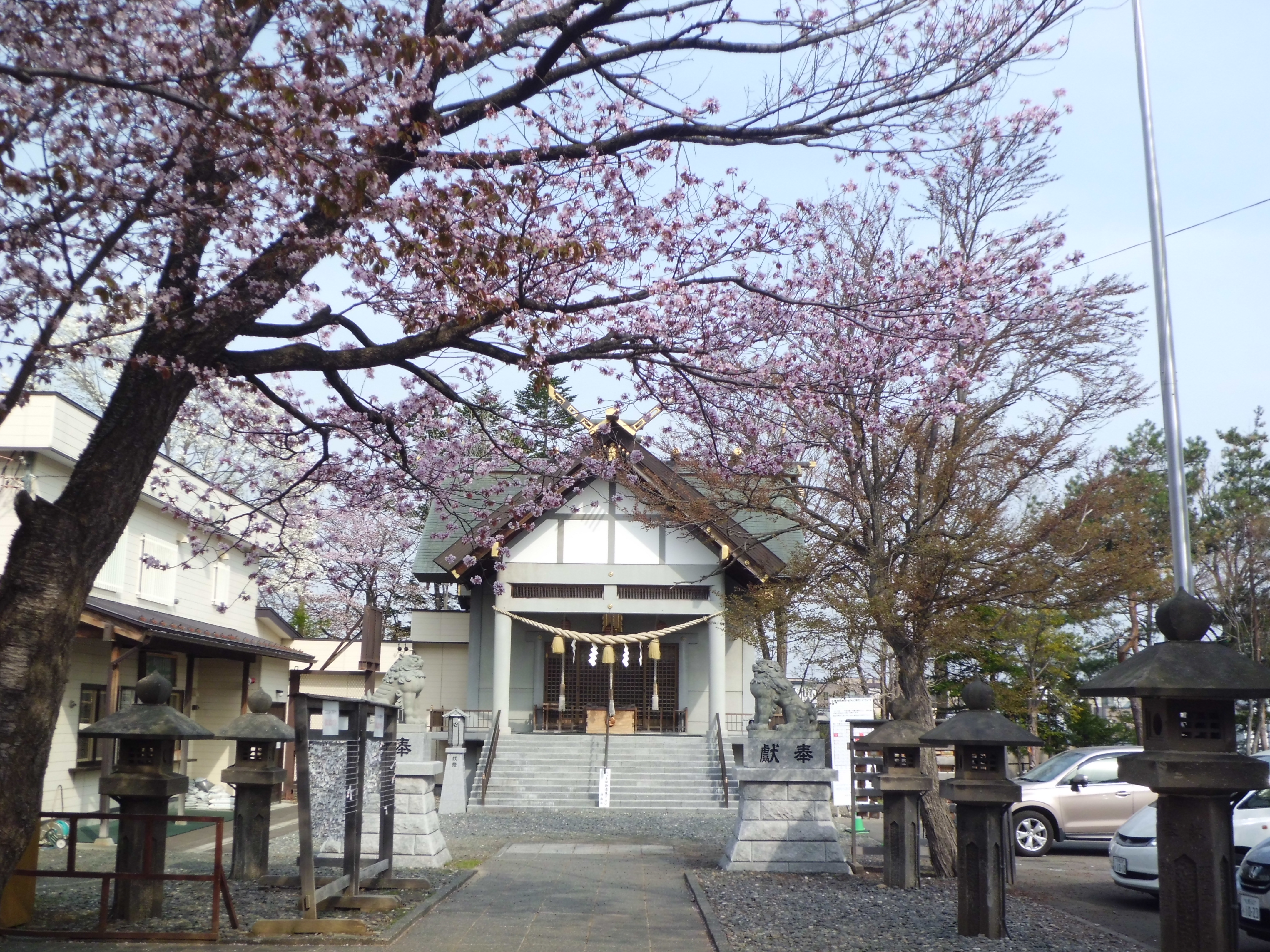
西岡八幡宮（2015年4月）

教会
- 札幌ハリストス正教会
- 十二使徒教会
- 札幌豊平教会
- ウィリアムモリス教会
- 札幌希望の丘教会
- 札幌福音自由教会
- 羊ヶ丘シオン教会
- 平岸バプテスト教会
- AFCアンバサダーズフォークライスト
- オープンドアチャペル
- 日本基督教団月寒教会
- 世界基督教統一神霊協会札幌南教会

## 観光・レジャー
- 豊平公園
  - 豊平公園緑のセンター
- 天神山
- リンゴ並木
- 月寒公園
- つきさっぷ郷土資料館
- 札幌市カーリング場（どうぎんカーリングスタジアム）
- 八紘学園花菖蒲園
- 札幌ドーム
- さっぽろ羊ヶ丘展望台
  - クラーク像
- 西岡公園
  - 西岡水源池
- 西岡青少年キャンプ場
- 羊ヶ丘カントリークラブ

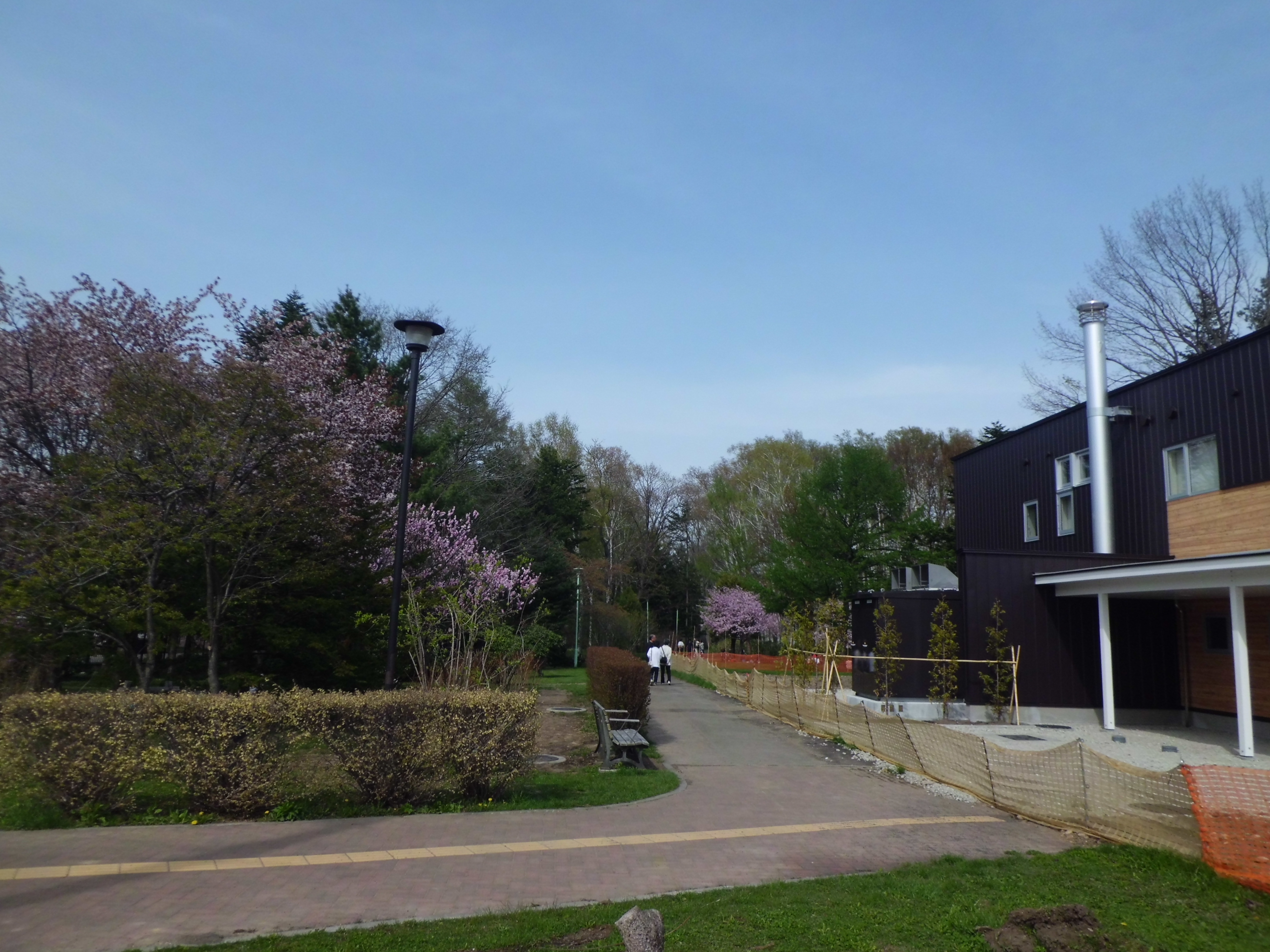
豊平公園（2016年5月）
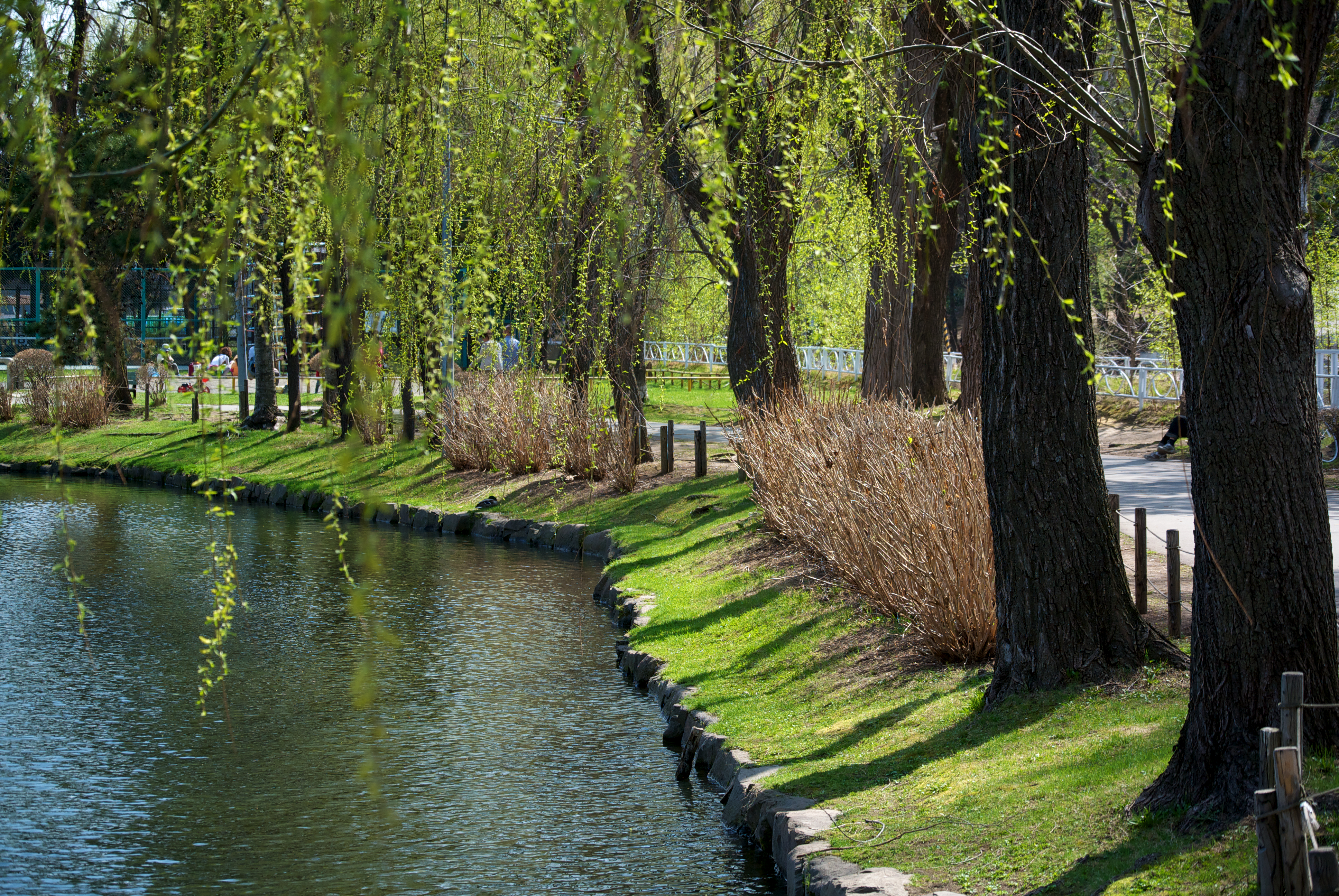
月寒公園（2012年5月）
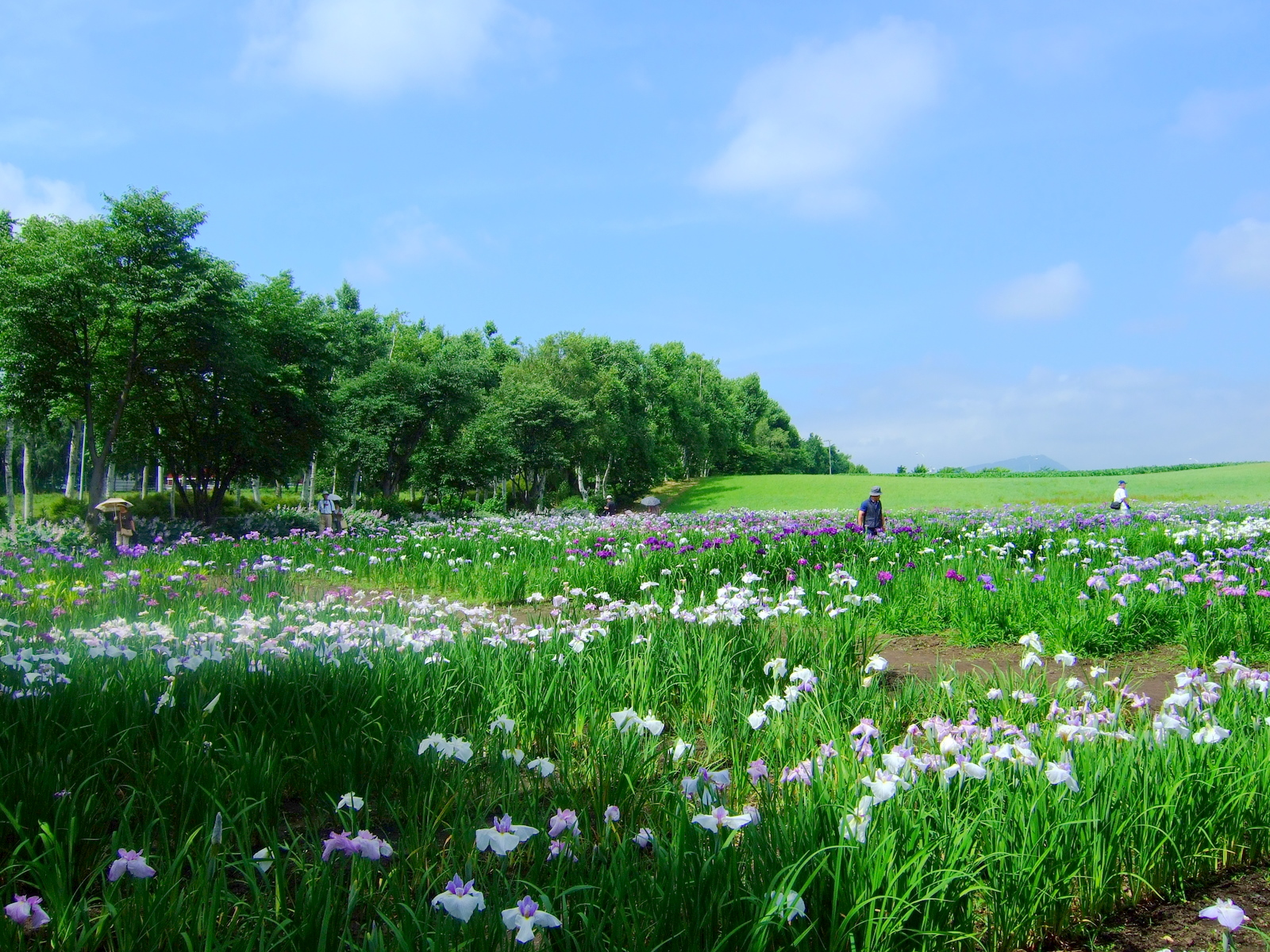
八紘学園花菖蒲園（2010年7月）
さっぽろ羊ヶ丘展望台とクラーク像（2007年5月）

## 祭事・催事
- げんき雪んこまつり（1月）
- ホワイトジャンボフェスタ（1月）
- とよひらおもしろスノーパーク（2月）
- YOSAKOIソーラン祭り（6月）
- 童夢セーフティフェスタ（7月）
- 平岸郷土芸能祭（7月）
- 豊平神社例大祭（7月）
- フェスタつきさっぷ（7月）
- にしおか夏まつり（7月）
- みその子ども夏まつり・みその夏まつり（7月）
- 平岸商店街夏祭り（7月）
- 東月寒地区ふれあい夏まつり（8月）
- 鉄一が里とよひらふれあいまつり（8月）
- 福住連合まつり（8月）
- 相馬神社例大祭（9月）
- 月寒神社例大祭（9月）
- なかのしまオータムフェスタ（9月）
- 豊平区×札幌ドーム スポーツバイキング（9月）

## 出身人物

### 政治家
- 上原六郎（元札幌市長）
- 岩本剛人（防衛大臣政務官・参議院議員）
- 高木宏壽（復興副大臣・衆議院議員・北海道議会議員）

### 研究者
- 中村幸彦（化学者、農学者）

### 作家
- 沢田誠一（小説家）

### 音楽家
- 岩崎太整（作曲家）
- 緒方龍一（w-inds.メンバー）
- 紺野あさ美（元テレビ東京アナウンサー、元モーニング娘。メンバー）
- m.c.A.T（ミュージシャン）
- 砂原良徳（ミュージシャン）
- 青木亞一人（ミュージシャン）
- B.I.G.JOE（ヒップホップMC・DJ）
- 原真祐美

### 芸能人・タレント
- 荒川強啓（フリーアナウンサー、ニュースキャスター）
- 鈴木もえみ（フリーアナウンサー）
- 花岡領太（元NORDメンバー）
- 遠山大輔（グランジメンバー）

### 運動選手
- 足立友里恵  (元女子アイスホッケー選手)
- 宇和野貴史（元プロレスラー）
- 川越誠司（プロ野球選手）
- 小松秀平（プロバスケットボール選手）
- 佐藤真一（元プロ野球選手）
- 大翔鳳昌巳（元大相撲力士）
- 宮永雄太（プロバスケットボール選手兼アシスタントコーチ）
- 松井光介（元プロ野球選手）
- 水野滉也（元プロ野球選手）

### その他
- 石岡亨（北朝鮮による拉致被害者、妻は有本恵子）